# KISS (L'Arc〜en〜Cielのアルバム)
『KISS』(キス) は、日本のロックバンド、L'Arc〜en〜Cielの11作目のスタジオ・アルバム。2007年11月21日発売。発売元はKi/oon Records。

## 解説
前作『AWAKE』以来約2年5ヶ月ぶりとなる11作目のスタジオ・アルバム。なお、本作は5ヶ月連続リリース（シングル・アルバム・DVD、合計6作品）の一環としてリリースされている。
本作には、アルバムに先行して2007年に発表したシングル「SEVENTH HEAVEN」「MY HEART DRAWS A DREAM」「DAYBREAK'S BELL」「Hurry Xmas」の表題曲や、2005年7月に発表した「Link」の表題曲を含めた12曲が収められている。なお、本作のマスタリングは、前々作『SMILE』及び前作『AWAKE』に引き続き、U2の『ポップ』やニルヴァーナの『ネヴァーマインド』のマスタリングを務めたエンジニアであるハウィー・ウェインバーグ（masterdisk）が担当している。
ちなみに、本作は前作『AWAKE』に続き、アジア圏を含め海外でもリリースされている。また、日本でのリリースから約4ヶ月後の2008年4月18日には、ヨーロッパにおいてアジア圏のアーティストのCD流通を行っているドイツのレコード会社、Gan-Shin Recordsから欧州盤がリリースされている。

### 背景とコンセプト
| 2006 | 『FAITH』 (hyde, HYDE名義)                    |
| 2006 | 『purification』 (yukihiro, acid android名義) |

2005年9月に開催したバンド初のアジアツアー「ASIALIVE 2005」が終了してから約1年の間、L'Arc〜en〜Cielはソロ名義もしくは別バンドでの活動（hyde→ HYDE、ken→ Ken, SONS OF ALL PUSSYS、tetsuya→ tetsu, Creature Creatureサポート、yukihiro→ acid android）を主軸としていた。2006年10月にバンド結成15周年を記念し開催したライヴ「15th L'Anniversary Live」で久々にバンドメンバーが集結し、このライヴが終了してすぐに本作の制作が行われている。また、本作に収録された楽曲のアレンジ作業では、hyde曰く「L'Arc〜en〜Cielは縛りなく様々な音楽ジャンルにアプローチできるバンド」であることを意識していたといい、本作にはこれまで以上に様々な音楽性を内包したポップ・ミュージックが収録されることになった。
前作『AWAKE』の詞世界はhydeの中で＜愛と平和＞がひとつのコンセプトになっていたが、本作では前作のような内省的なテーマではなく、＜温かい愛情の表現＞をテーマに据えている。本作発売当時に受けたインタビューで、音楽評論家の平山雄一に「『AWAKE』が内面的だったから、『KISS』は正反対に感じる」と印象を告げられた際、hydeは「いや、結構自分の中では繋がってはいるんですけどね。『AWAKE』は世界的な視野で争いのこととかを中心にシリアスな感じっていうかな。その形で2年くらいやってるうちに、だんだん自分の中で熱の入る部分が変わってきた。もう少し自分の隣にいる人だったり、周りにいる人に対して歌いたくなった。もうちょっとミニマムな関係のことを歌うことが、自分の中で熱くなっていった。ただメロディを作ってるときはあんまりそういう世界観のことは意識してなかったですね。むしろ楽しんで作った」と語っている。
また、hydeは今回自身が手掛けた歌詞のイメージについて「前回はもうちょっと刺々しい愛の表現だったと思うんだけど、今自分が一番グッとくるのは優しい愛であったり、日常的な雰囲気のほうが素敵だなって思う。だからそういう形になればいいなと思ったんです」と本作発売当時に語っている。

### 録音作業と音楽性
『KISS』の録音作業は、2007年1月の曲出し会、個人プリプロを経て、同年2月頃から本格的に始まり、先行シングル4作品のレコーディングを挟みながら、同年6月から開催したホールツアー「Are you ready? 2007 またハートに火をつけろ!」の直前まで続けられている。そして、この期間中に制作された楽曲に、2005年7月に発表した「Link」を加えアルバムが完成している。余談だが、本作をレコーディングするタイミングで、2008年8月シングル表題曲として発表されることになった「NEXUS 4」も録音作業が行われている。
なお、本作に収録された楽曲は、2005年発表の「Link」を除き、2007年6月から同年8月に開催した前述のホールツアーで先行披露されている。このツアーで本作収録曲の先行披露を行ったのは、tetsuyaのアイデアがきっかけとなっている。セットリストにアルバム収録予定曲を組み込んだ経緯について、hydeは「いち早くファンの人に聴かせるのが目的だったと思う」「インディーズの頃は音源がない曲をやるのが当たり前だったじゃないですか。初心に返るっていう意味もあったと思う」と述べている。余談だが、結成15周年を記念し開催したライヴ「15th L'Anniversary Live」で初披露された楽曲「Bye Bye」と、タイアップが決まり前述のホールツアーで披露されていた楽曲「SHINE」の2曲は、本作への収録が見送られており、これらは次作『BUTTERFLY』でアルバム初収録されている。
また、本作には、hyde、ken、tetsuya、yukihiroの4人が単独名義で作詞・作曲を担当した楽曲が収められている。1999年リリースのアルバム『ark』『ray』以降に発表したスタジオ・アルバムには、メンバー4人それぞれが作曲した楽曲が必ず収録されていたが、メンバー4人それぞれに作詞クレジットが付いた楽曲を収めたスタジオ・アルバムは、本作が初となった。さらに、1996年発表の『True』以降、共同プロデューサーとしてL'Arc〜en〜Cielの楽曲制作に携わっていた岡野ハジメ（ex.PINK）が、アルバム全体のプロデュースから外れている。ただ、「SEVENTH HEAVEN」「砂時計」「spiral」「雪の足跡」を除いた8曲の制作には、共同プロデューサーとして岡野が制作に参加している。一方、岡野は共同プロデューサーとして携わった「MY HEART DRAWS A DREAM」「ALONE EN LA VIDA」「Link -KISS Mix-」の制作で編曲作業を担当していない。そのため、本作に収録された楽曲の半数がL'Arc〜en〜Cielのセルフアレンジにより制作されている。
本作の音楽性としては、ゴージャスなアレンジが印象的なポップ・ミュージックや、シンフォニックなロックに寄った楽曲が多く収録されている。ちなみにメンバーは、レコーディングを始めた当初から、ポップでメロディアスな楽曲を集めようと考えていたようで、hydeは「俺は元々ポップなアルバムにしたいなぁと思っていて。だから持って行った曲もそこを意識していて」と語っている。また、kenは「L'Arc〜en〜Cielらしさってどの部分なのかはわからないんですけど、でも明確に"L'Arc〜en〜Cielだぞ！"と…聴いていて"L'Arc〜en〜Cielだね"と思える音楽を吐き出しというのは、あったかもしれないねぇ。（中略）何の野望かはわからないんですけど、『True』を作った時もそんな気分があったし、『DUNE』を作ってた時もそんな気分があった。そういうものが、また来た感じですね」と述べている。なお、L'Arc〜en〜Cielが意識的にポップ志向をもって制作した作品としては、1996年に発表したアルバム『True』があげられる。本作と『True』の違いについて、kenは「『True』を録ってた頃を思い出すと、あの頃は曲のトリートメントに凄く重きを置いていたと思うんですよ。で、今回はそれプラス、メンバーそれぞれの演奏っていうものを上手くそこにハメ込むことができた…トリートメントしたものに、さらにメンバーの演奏力、演奏の個性によって可能になる表現を落とし込むことができた、そしてそれを感じることのできるサウンド、音質で作ることができた…という気がします。そこが違うかもしれませんね」と語っている。また、kenは自身の思うポップ・ミュージック像について「何がポップで何がポップじゃないかっていうのは、本当に人の感覚だと思うんですよね。売れているものがポップであるという話なのか、ポップに作り込んだ音楽がポップであるという話なのか、そのどちらによるかで話は変わってくると思うんですよ。（中略）凄く難しいことなんですけど、その時代を背負ってなきゃいけないくせに、その時代と一緒になったらダメなんですよね。と、思ってるんですよ。そこの隙間を見つけた時だと思う」「僕はポップというのは、難しいことの積み重ねの上でポップになるという部分があると思うんです。音楽理論を凄く把握した上で―― "ここはこうしておかないと不協（和音）になる"とか、"こういう流れがよい"とかね、そういう知識と技術を投入する部分があると思う。（中略）衝動でやっているところもあるだろうけど」「でも、結果としては鍛錬に聴こえちゃいけないんですよ」と本作発売年に受けたインタビューで語っている。さらに今回、多彩なポップ・アルバムを作ることを明確に意識した背景のひとつとして、メンバー各々がソロ活動を通じ、嗜好する音楽性を昇華できたことがあげられる。hydeは本作発売当時のインタビューで、ポップ志向に至った意識の変化ついて「今までは、ラルクに対してこだわりがあった。"もっとロック・バンドでありたい"みたいな。だけど自分のソロでそれが昇華されたところがあって。逆に音楽的にもっと挑戦するのがラルク アン シエルじゃないのかなって気がしたんですね。そこでちょっと肩の荷が下りた」「ソロでは"ハード・ロック"っていうしばりの中で作ってたんですけど、今回はせっかくラルクでやるんだからしばりのない、なんでもできるバンドだったよなってことを改めて再確認して。じゃ、こういう曲ああいう曲もって、極端に振り幅をつけて曲を作っていった感じですね」と語っている。こういった経緯から、本作には、1980年代のユーロビートの要素を採り入れた楽曲や、2000年代のポストパンク・リバイバルに影響を受けた楽曲、1960年代のオールディーズや1970年代の歌謡曲の雰囲気を内包した楽曲、ジャズテイストに仕上げたクリスマスソングなど、様々な音楽ジャンルにアプローチした楽曲が収録されることになった。
なお、ken曰く、今回の曲作りでは「自分が驚ける楽曲」を制作したいという欲求が強かったといい、自身の楽曲制作の姿勢について「今回ほど人に向けてない時も珍しい」と述べている。また、kenは本作発売当時に受けたインタビューで、レコーディングを振り返り「曲を作る段階ではトキメく感じ、自分が驚ける感じを凄く大事にしてたと思うんですね。で、実際の録る段階では、デモよりも絶対に何倍もカッコよく録りたい！という気持ちで臨んで。あとはゴージャスな気分で…もしもこの音が入れたいと思ったら、遠慮せずに入れるということをやりました。ピアノもそうだしストリングスもそうだし、ギターでそういうアンプが要るなら用意してそのアンプで弾く、マイキング（録音マイクの配置や録音方法のこと）も何種類か試して一番好きな音のものを選ぶ…手間がかかると言っても、それをやる。本当に自分が気分が豊かになる音を録るための努力をしましたね。たとえそこでキリキリしたとしても、その努力は最終的には自分が気持よくなるためなので、絶対にそこは譲らないようにしたんです」「より自分が気持ちよくなるポイント―― 人はこうだったら気持ちいいはずでしょう？っていう方向ではなくて、"いや、人はいいと思うかもしれないけど俺は気持ちよくないでしょう"っていう時は、自分が凄く気持ちよくなれるところを探すということをしましたね。それは作曲の時よりも録る時―― まぁ作曲の時も"驚き"を大事にしたという点ではそうだったと思うんですが―― のほうが自分はこうなって欲しいという想いを強く出しました。というのは、言ってみれば作曲はひとりでするからどこへでも行けるんですけど、録る時はいろんな人が関わってくるから。そこでいろんな人の意見も取り入れながら、でも自分が思っている部分はブレないまま録れないとダメだと思って」と語っている。こういったスタンスでレコーディングに臨んだ経緯について、kenは「自分の行きたい方向、L'Arc〜en〜Cielはこうしたらカッコいいなと思う方向を自分が感じていたら、そうじゃなく流れそうになったら自分で言うしかないし、それを言った時にわかってくれる関係性だという安心感があったのかもしれないですね。"何言ってんの？"とは言われない。むしろ倍返しをしてくれる関係性だということもあって」「細かい話もしてはいるんですが、もっと感覚的な話を割とわかってくれるというか。技術論的なことじゃなくて、感覚でこういうふうにしたい…本当だったら、"こういうふうにして、こういうふうにしたら、こういう感覚になるんだよ"ってことを伝えなきゃいけないのかもしれないけど、そうじゃなくて、"こういう感覚になりたいな"みたいな話が上手く伝わっていた気がしますね。それはお互い、みんなね」と述べている。なお、他のメンバー曰く、今回のアルバムレコーディングのトータルな部分で、kenの考えが強く反映されているという。今回のレコーディングにおけるkenのアレンジワークについて、hydeは「昔からkenは"音楽の先生"みたいなところがあって（笑）。自分達よりも少し上にいるところから音楽を見ている感じがするんで。今回はそういう部分が以前よりも長けていたような気がするかな。自分達にはわからないレベルの音楽的な部分は、彼に一任しているので。そういう部分は今回さらに深まっていると思うし、彼が作ってくるデモの時点でかなり完成されてるんで。そういう意味で、彼の曲じゃない曲をやる時にも頼りになるっていう感じです。常に上にいる人って感じかな」と本作発売当時に語っている。
また、今回のレコーディングからtetsuyaは、メインとして使うベースを4弦ベースから5弦ベースに移行している。低音域を広げた5弦ベースを本格的に導入した理由について、tetsuyaは「1stアルバムの『DUNE』や2ndアルバムの『Tierra』くらいから5弦ベースを使ってなくはなかったんですけど、本格的に、というか完全に5弦に切り替えたのは、2006年の4月くらいにCreature CreatureっていうMORRIE（DEAD END）さんのソロ・プロジェクトにベーシストとして参加してから。そのときに、ギタリストのMinoru（ex.THE MAD CAPSULE MARKET'S、ex.DIE IN CRIES）君が7弦ギターで曲を書いてきたり、プレイしたりするんで、それに合わせて自然に5弦を使うようになったんです。Creature Creatureのアルバム『Light & Lust』のなかで、僕は11曲中10曲のベースを弾いてるんですけど、そのレコーディングは5弦で通して弾いて。そこから戻れなくなっちゃったという」と語っている。ちなみにtetsuyaは、2007年初めから開始したアルバムレコーディングにおいて、5弦ベースの「ZON LEGACY ELITE 519」をメインで使用している。これまでtetsuyaは様々なベースを録音作業に持ち込んでおり、過去には9本ものベースをアルバム制作で使ったこともあったが、今回は2007年からのアルバムレコーディングより前にベース録りが終わっていた「Link」と「海辺」以外の全曲を、この1本で弾ききっている。tetsuyaは、本作のベース録りについて「今回は5弦ベースに関しては、ほとんどZONのLEGACY ELITE 519を使ったんですけど、1枚のアルバムを1本のサオで通すのは、実は初めてだと思うんですよ。（中略）音作りに関してはアンプ・ヘッドをいろいろ変えることで作っていきましたけど」と述懐している。
さらに、本作に収録された楽曲では、yukihiroのドラムの音作りにも変化を感じることができる。今回のドラム録りについて、yukihiroは「今回は、主観というよりは客観でやった感じがあるんですよ。なので、例えばドラムの音色とかにしても、俺っぽくないなって思うものが多いですね、意外と。でもそれは俺じゃない全員が納得してればOKっていうことにしてました」と述べている。また、yukihiroは今回の音作りについて「（これまでは）アンビはほんとにヤだったんで、ドラムは必ずデッドで、っていうことがまず先にあったから。やっぱそこっていうのは、ある程度曲に対しての制限にもなってくるものだからっていうのもあるし。まあそういうところを1回こう、なくしてみて。みんなが曲を作った時に思い描いてた音像とかがそこに明確にあるんであれば、そういう音にしたほうがその曲が活きるんだろうなっていう風に思って、今回はそれでやってみたって感じですね」と語っており、L'Arc〜en〜Cielとしてドラムを演奏するうえで心境の変化があったことを示唆している。さらに、yukihiroは今回のレコーディングで、個人プリプロの段階で各メンバーからあがってきていたデモを一度試しに叩いてみるという試みを行っている。yukihiroは個人プリプロを振り返り、「いつもよりはリラックスしてたのかな。準備できる時間がちゃんとあったんですよ、曲が決まってから。本番のレコーディングの前に"全曲一度、試しに録ってみる"っていう日を作って、その中でいろいろ試せたので」と述べている。また、これまでyukihiroは1曲のドラム録りで100回以上叩くこともあったが、仮のドラム録りを行ったことで、結果的に円滑にレコーディングを進められたとも述べている。
本作に収録された楽曲にのせられた歌詞は、前述のようにhydeの思う＜温かい愛情の表現＞をテーマにしたものが多い。歌詞を書いていたときの心境について、hydeは前作『AWAKE』の頃と比較し、「今の気分として、前回の手法はもう終わってたんですよね。歌詞もなるべく視線を落とした状態にして、親しみやすい、日常に近いニュアンスを出しながら、ポップな印象のアルバムにしたいなと思って」と本作発売当時に語っている。ちなみに、hydeはこの作品あたりから、現実から逃避したような"幻想"を描いたリリック以外に、"ありふれた日常"を綴ったような歌詞を多く手掛けるようになっている。hydeは2012年に発表した自叙伝において、この当時の心境の変化について「普段の生活の中で、ふと愛に満たされた時、"このまま、死んでもいいや"って思った瞬間に宇宙と繋がった気がした事があったんだよ。なんか、死を迎え入れられた瞬間に"あ、なんだ、宇宙ってこんな物だったのか"って。ちなみに、俺、薬はやってないよ（笑）。そして、宇宙の摂理というか、なんか全てがスッと理解出来た気がして。それが大きかったのかもしれない。その時に、多分、生への執着がなくなったんだろうな。それからというもの、周りのいつもの風景がとても愛おしく感じられるようになってきた。その感覚は、L'Arc〜en〜Cielの「ALONE EN LA VIDA」の歌詞に書いたり、HYDEソロの「I CAN FEEL」とか、その頃の作詞の核になってるんだけど。（中略）"いつ死んでもかまわない"と共に、"いつ死んでもいいように生きよう"って思う自分が加わった感じかな」と綴っている。
本作の出来栄えについて、hydeはアルバム発売時のインタビューで「11枚目のアルバムでも、全然"底"が見えない感じがしますね。"もうやる曲ねえな"って感じが全然ない。今回もアルバムを作って、いい作品ができたと思ってるし。今年で16年目なんですけど、ギア入れたかどうかはわからないけど、そういう雰囲気はあるし。このバンドってまだまだ失速してないというか。まだまだ元気だなって（中略）。続いて行くというより、まだ続けられるんだなというニュアンスの方が近いかな。…きっと、それぞれの想いが消えてない、何かしら憧れを持ってバンドに接してるんじゃないかなと思う」と述べている。また、kenは、多彩な楽曲が収められた本作について「僕らはバンドだから、hydeがバンドの顔として言葉を綴ってまとめ上げていることによって、僕の音楽に対する節操のなさがバリエーションとして響いているんだろうし、さらにtetsuのプレイやyukihiroのプレイによっても、アルバムがちゃんと筋が通ったものになって行っているんだろうなと思う」と印象を語っている。

### アルバムタイトル
アルバムタイトルは従来通り、収録曲の作詞を一番多く手掛けたhydeが名付けている。hydeは本作発売当時のインタビューで、アルバムタイトルを決めた経緯について「ポップなタイトルにしたい、人との絆とか繋がりを意識したい、あとはタイトルは短いほうがいいと思ったんですよ。その3つを合わせたら、『KISS』という言葉が出てきたんです」「キスするようにみんな繋がって行けばいいなぁという意味を込めて、つけました」と語っており、アルバムのひとつのコンセプトとなった＜温かい愛情の表現＞を表すタイトルが付けられている。
また、タイトルの『KISS』のイメージについて、hydeは「キスっていうのはね、本当に愛情表現。血が流れるような行為だと思うんですよ。もちろん、その向こうにセックスを目的とするキスもあると思うんですけど、愛おしいもの、抱きしめたりするかのように…キスっていうのはもっと血が流れるような感じがするんです。凄く素敵なことだと思う。（中略）性的に思われたらちょっと…もちろんそういうのも好きですけど（笑）、でもそれだけじゃないんだよっていうことを、みんなに知ってもらいたい」と述べている。

### アートワークなど
ジャケットのアートワークは、グラフィックデザイナーの関本明子（Draft）が手掛けている。本作のブックレットは蛇腹状になっており、一枚一枚に描かれた横顔のシルエットがキスし合うような、アルバムタイトルを表現したデザインとなっている。また、ブックレットのあるページにはメンバー4人が写っているが、この写真でメンバーはヘッドフォンをかけており、ヘッドフォンを通じバンドが音と音で繋がり、そしてそのコードはさらに無限に伸びていくというイメージを彷彿とさせるデザインになっている。アートワークの印象について、hydeは「今回ジャケットがよく出来ているんです。ブックレット開くと"あ、俺が言いたかったのこれ！"みたいな」「ただ今までのよりかなりかわいらしいジャケットなんで、そういう意味では賛否両論だと思う」と語っている。また、tetsuyaは「ブックレットのアイデアが良かったので、それが決め手」「何人かのデザイナーさんに何パターンか出してもらったんですけど。他のアイディアやメンバーからイメージを伝えた上でできたものもあったんですけど、そういうところでは全然ないところから飛び込んできたものがこれで。"あ、最初に思っていたものとは違うけど、このアイディアは凄くいいな！"と思ったんです。だからアイディア勝ちですね、これは」「オシャレですよね。『デトロイト・メタル・シティ』で言うところの相川由利ちゃんが好きそうなジャケットかなぁと（笑）。（中略）カヒミ・カリィみたいでしょ？」とジャケットの選定と印象について述懐している。
本作のプロモーションとして、2007年11月20日から同年12月25日までの約1ヶ月の間、東京・渋谷にある商業施設、SHIBUYA109のメンズブランド「109MEN'S」（現：MAGNET by SHIBUYA109）とコラボレーションした巨大広告が展示された。この広告ではアルバムタイトルにちなみ、"メンバー同士がキスをしているように見える写真"が使われている。なお、これはこの広告のため撮り下ろしされたものである。また、この広告でメンバーは「109MEN'S」を取り入れたコーディネートで登場している。さらに、同期間には「109MEN'S×L'Arc〜en〜Ciel」のコラボレーションCMがフォーラムヴィジョンにて放映されている。ちなみに、「109MEN'S」がロック・アーティストとコラボレーションするのは、これが初の試みとなった。

### ライヴツアー
L'Arc〜en〜Cielは本作のレコーディングをひと段落させた2007年6月8日から、同年8月30日にかけてライヴツアー「Are you ready? 2007 またハートに火をつけろ!」を開催。このツアーでは、完成を迎えたばかりの本作の収録曲が先行披露されている。このツアータイトルは、1998年に開催したライヴツアー「Tour '98 ハートに火をつけろ!」をセルフオマージュしており、1998年のツアーと同様に、ホール規模の会場を中心にツアーをまわっている。なお、ひとつのツアーで組み込まれた公演数は、1998年のツアーに次ぐ計37公演となった。ちなみに、このツアーの追加公演として同年8月25日・26日に開催された富士急ハイランド コニファーフォレストでのライヴは、1999年以来約8年ぶりの単独野外公演となっている。余談だが、本作発売から約4ヶ月後に発表された楽曲「DRINK IT DOWN」の歌詞は、hyde曰く、ライヴのため訪れた富士急ハイランドにあったお化け屋敷に入った際のエピソードが、着想のひとつになったという。
また、上記ツアーの合間の2007年7月28日に、L'Arc〜en〜Cielは韓国・仁川広域市で開催された韓国最大規模の野外ロック・フェスティバル「2007 INCHEON PENTAPORT ROCK FESTIVAL」に出演している。このフェスでは当時音源化されていなかった「MY HEART DRAWS A DREAM」も披露されている。ちなみにL'Arc〜en〜Cielは、このフェスに日本人アーティストとして初のヘッドライナーで出演している。なお、前日の27日公演はケミカル・ブラザーズ、翌日の29日公演はミューズがヘッドライナーを務めている。ちなみに、L'Arc〜en〜Cielが所属事務所主催のライヴイベントやアニメ関連以外のフェスに参加するのは、2004年7月以来約3年ぶりのこととなった。
L'Arc〜en〜Cielは本作発売の後、2007年12月22日から2008年2月17日にかけてライヴツアー「TOUR 2007-2008 THEATER OF KISS」を開催している。このツアーは、hyde曰く「（これまでの公演と比べて）一番コンセプチュアルなツアー」であり、ステージセットや演出に児童小説・アニメ『不思議の国のアリス（Alice's Adventures in Wonderland）』の要素をふんだんに盛り込んだものとなった。そのため公演中に、同小説のキャラクターである白ウサギ（CV：たてかべ和也、肝付兼太）や帽子屋、さらに主人公のアリスと思われる人物が登場している。余談だが、音楽雑誌『MUSICA』の2008年4月号には、このライヴツアーに関するメンバーインタビューとドキュメント記事が掲載されている。
そして上記ツアーを終えた後、L'Arc〜en〜Cielは2008年4月19日から同年6月8日にかけて世界7都市（上海、台北、パリ、ソウル、香港、東京、大阪）を巡るライヴツアー「TOUR 2008 L'7 〜Trans ASIA via PARIS〜」を敢行している。なお、パリ公演の模様は、ライヴ当日の2008年5月10日の日本時間深夜3時に、東京・大阪・福岡・広島・新潟の日本5都市のシネマコンプレックスで生中継された。ちなみにこれは、世界初の海外コンサートの同時中継企画となった。バンドの所属事務所の代表を務める大石征裕曰く「映像収録もしたが、当時はPALと規格が違うエリアでは電圧も違い、カメラや機材の調整や日本までの伝送について各方面への根回しが大変だった」という。さらにこのツアーの裏側の模様は、2009年5月29日にNHK総合で放送された特別番組『L'Arc〜en〜Ciel LIVE IN PARIS』にて放映されている。

### リリース形態
フィジカルは、通常盤（CD）の1形態で発売されており、初回限定仕様は、スペシャルパッケージ、23面ワイドブックレット仕様となっている。
また、フィジカル発売に合わせ、レコード会社直営フルなどの各種着うたフル配信サイトにてダウンロード配信されている。2007年12月4日には、iTunes USAでの配信が開始されたが、日本国内でのリリースはされていなかった。ただ、2012年11月7日にソニー・ミュージックエンタテインメントがiTunes Storeに参入したことに伴い、日本においても配信が開始され、ほぼ全ての音楽配信サイトにてダウンロード販売が解禁された。
2014年10月22日には、本作を含めたアルバム全12タイトルのハイレゾリューションオーディオ音源が各種音楽サイトで配信された。このハイレゾバージョンでは、内田孝弘（FLAIR）によるリマスタリングが行われている。また、2019年12月11日には、Spotify、Apple Musicをはじめとした各種サブスクリプションサービス（定額制音楽配信）にて、この日までに発表したL'Arc〜en〜Cielの全楽曲のストリーミング配信を全世界で一斉解禁している。
2022年5月18日には、本作を含めた過去に発表したアルバム作品を、メンバー監修の下でオリジナルマスターテープを使いリマスタリングしたボックス・セット『L'Album Complete Box -Remastered Edition-』が発表されている。この作品に収録されたリマスタリングアルバム『KISS（Remastered 2022）』では、ランディ・メリル（Sterling Sound）によるリマスタリングが行われている。ちなみにこのリマスタリングアルバムは、フィジカル発売と同日にダウンロード配信（ハイレゾリューションオーディオ音源含む）およびストリーミング配信が開始されている。
| リリース       | タイトル               | 規格                                                                              | マスタリング・エンジニア                | 備考 |
| -------------- | ---------------------- | --------------------------------------------------------------------------------- | --------------------------------------- | --- |
| 2007年11月21日 | KISS                   | - CD - ダウンロード配信                                                           | ハウィー・ウェインバーグ （masterdisk） | - 日本の他、アジア各国でもCDを販売 - 2008年4月18日には、Gan-Shin Recordsから欧州盤がリリースされている。 - シングル表題曲として発表された「Link」「SEVENTH HEAVEN」「MY HEART DRAWS A DREAM」「DAYBREAK'S BELL」「Hurry Xmas」は過去に配信開始済（いずれもシングルバージョンを配信済） |
| 2014年10月22日 | KISS                   | - ハイレゾリューションオーディオ配信                                              | 内田孝弘（FLAIR）                       | - |
| 2019年12月11日 | KISS                   | - ストリーミング配信                                                              | ハウィー・ウェインバーグ （masterdisk） | - |
| 2022年5月18日  | KISS (Remastered 2022) | - CD - ダウンロード配信 - ハイレゾリューションオーディオ配信 - ストリーミング配信 | ランディ・メリル （Sterling Sound）     | フィジカルはボックス・セット『L'Album Complete Box -Remastered Edition-』に収録 |

## 評価

### 批評
- アレクセイ・エレメンコはデータベースサイトの『オールミュージック』にて、バンドの取り組みで最も際立っている影響として、U2とハロウィンの2組を上げている[41]。また、本作については「多様なハードロックのブランドが明確に反映されている。”Pretty Girl”では、ブルージーなギターのテクスチャーに深みとメロディーを追加し、金管セクションを取り入れている[41]」「”THE BLACK ROSE”のニュー・メタルのリフから、”海辺”の細かいテクノ要素、”ALONE EN LA VIDA”のストリングスまで、他にもたくさんのものがある[41]」とコメントしており、多様なジャンルの音楽が内包されていることを示唆している。さらに、hydeの歌声について「全盛のマイケル・キスクに似ている[41]」とコメントしている。- オールミュージック『L'Arc-en-Ciel Kiss』
- 音楽ジャーナリストの宇野維正は『MUSICA』のレビューにて、前作とのコンセプトの違いについて、「前作『AWAKE』は、必ずしもすべての曲がそうであったわけではないが、当時の世界情勢（今もウンザリするほど変わっていないが）をふまえて、反戦や平和というダイレクトなメッセージをアルバムの全体から発した作品だった。だからその次、つまり今作で、そのテーマをより深く追求していくことだってできたかもしれない。あるいは、何か新しいテーマをもってくることだってできたかもしれない。でも、彼らは決してその方向の延長線上には進まず、ラルク アン シエルというバンドが持つ美点の飽くなき追及へと立ち返った。今作『KISS』はそんなアルバムだ[42]」「ラルク アン シエルの美点。それは、愛や美しさや夢や自由や快楽やスピードや退廃や非日常や大空や楽園といった、この世のキラキラしたものすべてを無条件に肯定していく「強さ」だ[42]」と分析している。また、宇野は「過去の黄金の旋律以上に瑞々しい楽曲を解き放ち、過去のファンタジーよりさらに強く愛や夢を歌い上げている。だからこそ彼らには常に新しいファンが次から次へと生まれるのだろうし、それと同時に昔からのファンに「周りに順応しただけの大人になる」という意味での成長を強いることもない。ラルク アン シエルは常に開かれたユートピアとしてそこに存在しているのだ。それは、メンバー4人全員がソングライターであることや、一つの大きな決定権を持たないことなど、このバンドが持つ独自のメカニズムに起因していることでもあるかもしれないが、何よりもやはり、このバンドのケタ外れの「強さ」がそれを可能にしているのだと思う。あれほどロックバンドとして凄まじいグルーヴと完成された様式を持っているのに、ホーンは鳴り響くわ、ストリングスは駆け巡るわ、歌謡曲的なアレンジも乗りこなすわ、あられもないクリスマスソングまで飛び出すわと、ロックの美学にまったく従属しないところが何よりの証拠だ。今作でラルク アン シエルは、自分たちのそんな「強さ」をこれでもかと見せつけている[42]」と本作を評している。- 株式会社FACT『MUSICA』（2007年12月号）
- 音楽ジャーナリストの沢田太陽は自身のnoteにて、本作から現在にかけてのラルクを＜円熟期＞と分類し、レビューしている。また、＜円熟期＞のL'Arc〜en〜Cielについて、「メンバーも40代に突入しますけど、なんか、ポップで円熟した感じになってますね。ギターの音がきれいになって、ストリングスが豪華になる感じ。イメージで言うと、後期U2、コールドプレイあたりの2000sのアダルトなアリーナ・ロックに、シンフォニック・メタル合わせたみたいな感じですね[43]」と批評している。さらに、沢田は「時流で考えれば、それも間違いだとは思わないんですけど、そこはちょっと僕の好みではないかな。ときおりエレクトロ色の強い曲やってたりもしますけど、そっち活かしたほうが僕は好みですね。突然、ジャズのクリスマス・ソング（「Hurry Xmas」）やって、それがすごく良かったりする意外性とかは好きですけどね[43]」とコメントしている。また、この頃からメンバー4人がソロワークスを中心とした活動にシフトしていったことを踏まえ、沢田は「hydeが並行してやりはじめたVAMPSが思いっきりブリング・ミー・ザ・ホライズンみたいなので、機能を分けてるとこもあるのかもしれない[43]」と分析している。- THE MAINSTREAM『ユーミンに次ぐ、ストリーミングでの全アルバム・リスニング達成の邦楽アーティストがラルクになった件』（2019年12月20日）

### チャート成績
- 発売初週となる2007年12月3日付のオリコン週間アルバムチャートにおいて、前作『AWAKE』以来となる7作目の週間首位を獲得している[1]。さらに、同年度のオリコン年間アルバムチャートでは年間39位を記録している。
- 台湾のランキングチャートG-musicにおいて、2008年5月2日付の総合チャートで週間首位を獲得している[44]。

## 収録曲
| #         | タイトル                   | 作詞      | 作曲      | 編曲                                        | 時間  |
| --------- | -------------------------- | --------- | --------- | ------------------------------------------- | ----- |
| 1.        | 「SEVENTH HEAVEN」         | hyde      | hyde      | L'Arc〜en〜Ciel                             | 5:01  |
| 2.        | 「Pretty girl」            | ken       | ken       | L'Arc〜en〜Ciel, Hajime Okano               | 3:18  |
| 3.        | 「MY HEART DRAWS A DREAM」 | hyde      | ken       | L'Arc〜en〜Ciel                             | 4:16  |
| 4.        | 「砂時計」                 | tetsu     | tetsu     | L'Arc〜en〜Ciel, Akira Nishihira            | 4:35  |
| 5.        | 「spiral」                 | yukihiro  | yukihiro  | L'Arc〜en〜Ciel                             | 4:01  |
| 6.        | 「ALONE EN LA VIDA」       | hyde      | ken       | L'Arc〜en〜Ciel                             | 5:12  |
| 7.        | 「DAYBREAK'S BELL」        | hyde      | ken       | L'Arc〜en〜Ciel                             | 4:11  |
| 8.        | 「海辺」                   | hyde      | tetsu     | L'Arc〜en〜Ciel, Hajime Okano               | 4:33  |
| 9.        | 「THE BLACK ROSE」         | hyde      | hyde      | L'Arc〜en〜Ciel, Hajime Okano               | 3:38  |
| 10.       | 「Link -KISS Mix-」        | hyde      | tetsu     | L'Arc〜en〜Ciel, Akira Nishihira            | 4:46  |
| 11.       | 「雪の足跡」               | hyde      | ken       | L'Arc〜en〜Ciel                             | 4:47  |
| 12.       | 「Hurry Xmas」             | hyde      | hyde      | L'Arc〜en〜Ciel, Hajime Okano, Daisaku Kume | 4:49  |
| 合計時間: | 合計時間:                  | 合計時間: | 合計時間: | 合計時間:                                   | 53:07 |

| #         | タイトル                                     | 作詞      | 作曲      | 編曲                                        | 時間  |
| --------- | -------------------------------------------- | --------- | --------- | ------------------------------------------- | ----- |
| 1.        | 「SEVENTH HEAVEN - Remastered 2022」         | hyde      | hyde      | L'Arc〜en〜Ciel                             | 5:01  |
| 2.        | 「Pretty girl - Remastered 2022」            | ken       | ken       | L'Arc〜en〜Ciel, Hajime Okano               | 3:18  |
| 3.        | 「MY HEART DRAWS A DREAM - Remastered 2022」 | hyde      | ken       | L'Arc〜en〜Ciel                             | 4:16  |
| 4.        | 「砂時計 - Remastered 2022」                 | tetsuya   | tetsuya   | L'Arc〜en〜Ciel, Akira Nishihira            | 4:35  |
| 5.        | 「spiral - Remastered 2022」                 | yukihiro  | yukihiro  | L'Arc〜en〜Ciel                             | 4:01  |
| 6.        | 「ALONE EN LA VIDA - Remastered 2022」       | hyde      | ken       | L'Arc〜en〜Ciel                             | 5:12  |
| 7.        | 「DAYBREAK'S BELL - Remastered 2022」        | hyde      | ken       | L'Arc〜en〜Ciel                             | 4:12  |
| 8.        | 「海辺 - Remastered 2022」                   | hyde      | tetsuya   | L'Arc〜en〜Ciel, Hajime Okano               | 4:33  |
| 9.        | 「THE BLACK ROSE - Remastered 2022」         | hyde      | hyde      | L'Arc〜en〜Ciel, Hajime Okano               | 3:38  |
| 10.       | 「Link -KISS Mix-/- Remastered 2022」        | hyde      | tetsuya   | L'Arc〜en〜Ciel, Akira Nishihira            | 4:46  |
| 11.       | 「雪の足跡 - Remastered 2022」               | hyde      | ken       | L'Arc〜en〜Ciel                             | 4:47  |
| 12.       | 「Hurry Xmas - Remastered 2022」             | hyde      | hyde      | L'Arc〜en〜Ciel, Hajime Okano, Daisaku Kume | 4:49  |
| 合計時間: | 合計時間:                                    | 合計時間: | 合計時間: | 合計時間:                                   | 53:08 |

## 楽曲解説
1. SEVENTH HEAVEN　
  - 作詞・作曲: hyde / 編曲: L'Arc〜en〜Ciel

2007年5月に30thシングルの表題曲として発表された楽曲。
2000年代のロックの大きな潮流である、ダンス・ミュージックとの融合という方向性で制作されたロック・ナンバー[45]。ニューレイヴ感覚を伴ったビートと、ハード・エッジなギターサウンドが印象的な仕上がりとなっている[45]。作詞・作曲を手掛けたhyde曰く、この曲のデモを作り始めた当初は、1980年代のユーロビートのようなダンス・ミュージックを意識していたという[46][47]。制作当初の楽曲イメージついて、hydeは「元々はデッド・オア・アライヴとかの現代版って感じで。もしピート・バーンズがデッド・オア・アライヴを今でもやってたら、こうなってんじゃねえのかな？っていうのを作ってみたかった[46][47]」と語っている。また、hydeはシングル発売当時に、完成したこの曲を「ディスコパンク」と表現していたことがある。ちなみに、シングル発売に伴うプロモーション活動でテレビの音楽番組に出演した際、hydeは頻繁に眼帯を付けていたが、これはピート・バーンズのオマージュだったと述べている[48]。
この曲をアレンジするうえで、hydeの中に「バンドサウンドが主体でありながらも、ぎらぎらする感じにしたい」という思いがあったため[49][50]、打ち込み作業に長けたyukihiroにアレンジを依頼している。アレンジ作業を振り返り、yukihiroは「デモの打ち込みの部分とか、シンセの部分とかをアップグレードして欲しいみたいなことをhydeに言われて、いろいろ作っていく中で、やっぱりhydeの頭の中にあるものよりも超えたものを作りたくて。それをどう形にしていくのかが難しかったですね[51][52]」「リズム周りに関しては最初っから他のリズムを足して作ろうと考えていたので、僕のアプローチ的には最初から変わっていないんですけどね。シンセ周りとか音色の使い方で苦労した感じです。やっぱりhydeの頭の中にあったデッド・オア・アライヴみたいなっていうのは、そのままのイメージでやって行くと、どうしても古くなっちゃうんですよね（笑）。でもそこを時代に沿ったものにするっていうことは、できることだと思うんですよ。ちょっと前に80年代リバイバルみたいなのが流行っていましたけど、それをさらに突き進めてカッコよくやってるバンドも今いっぱいいるし。だからやりようはあると思ってたんだけど、そこをこうボンッて出した時に、どこまで理解されるかっていうのがわからなかったんで。別にそういうのを意識していない人には、"まんまじゃん"って聴こえちゃうと思うんですよ[51][52][53]」「hydeのデモの段階でそれなりに音色がいっぱい入っていたんで、そこに対して僕だったらこういうふうにするかなっていうことをどんどんやって行って。（中略）やりとりをしながら何パターンか作ってみたんですけどね。だからこの最終形は…ある程度いろいろやってみた中でのいいとこどりみたいな。これ、ギターとか何も入っていない状態でリズムだけ聴くと、意外とマンチェっぽかったりもしますよ[54][55]」と語っている。なお、この曲の打ち込み作業とサウンドデザインは、yukihiroに加え、2000年に発表した「get out from the shell」のミックスを担当した杉山勇司が行っている。ちなみにこの曲は、プリプロダクションの段階で、打ち込みパートだけでもトラック数が100を超えていたといい[56]、制作過程を振り返りhydeは「あの音じゃないこうじゃない、サビはこうなったほうがいいんじゃねえかとか、とにかく紆余曲折で。最終的には俺の中でもわからなくなってきて[49][50]」と述懐している。
なお、hydeはこの曲の当初の制作イメージについて「もちろん、曲は難しい／簡単で、いい／悪いが決まったりはしないけど、簡単に歌える曲があってもいいんじゃないかってずっと前から思ってた[49][57]」と語っており、シンプルかつ遊びのある楽曲を目指していたという。ただ、前述のように、アレンジするにつれて様々な音色が重なっていったため、かなり複雑な楽曲に変わっていった。そのため、テレビ朝日系音楽番組『ミュージックステーション』に出演した際、司会のタモリとのトークで、hydeはこの曲について「"ラルクの曲は難しい"とよく言われるんで、簡単な曲を制作しようとしたけど、結果的に難しい曲になった」とコメントしている。
kenは、この曲のギター録りにおいて、普段メインで使っているフェンダー・ストラトキャスターではなく、ハムバッキング・ピックアップを搭載したギブソン・レスポール・スタンダードを使い、コードストローク中心のベーシック・サウンドを弾いている[58]。さらに、ハムバッキングのサウンドのうえで鳴っているテーマ・フレーズは、ストラトキャスターをオクターヴ奏法で弾いたものとなっている[58]。また、サビの終盤には、ドブロ・ギターをボトル・ネック奏法で弾いた音が入っている[58][59]。
ちなみにこの曲の編曲作業には、長らくバンドの共同プロデューサーを務めていた岡野ハジメが参加しておらず、L'Arc〜en〜Cielが単独で編曲を行っている。岡野が編曲に参加していない楽曲がシングル表題曲となるのは、2005年発表の「Link」（編曲：西平彰）以来、リカットシングルを含めれば、2006年発表の「the Fourth Avenue Café」（編曲：秦野猛行）以来のこととなる。なお、セルフアレンジ楽曲としては、2000年発表のアルバム『REAL』に収録された「get out from the shell -asian version-」以来、シングル表題曲としては1994年発表の「Blurry Eyes」以来のこととなる。
さらにhydeは、この曲のコンセプトについて「みんなで歌うとか、宴会で歌うとか、そういうのって案外L'Arc〜en〜Cielの曲にはないなと思ってた[46][60]」「酒飲みながらみんなで歌える曲にしたいなって（思ってた）[46][60]」と語っている。このコンセプトを踏まえ、仮タイトルを「元気いっぱい」と名付けたと、日本テレビ系深夜音楽番組『音楽戦士 MUSIC FIGHTER』に出演した際に語っている。ただ、このコンセプトだけだと浅はかだと感じたhydeは、地球温暖化問題に対する思いも歌詞のテーマに組み込んだという[46][61][62]。なお、hydeは歌詞について「無意識にみんなが歌う中にも、ダブル・ミーニングとしてそういう意味を入れたかった」と語っており[46][61]、"楽しさ"と"危機感"の相反するテーマが入り混じったリリックとなっている[49][57]。
ちなみに、タイトルの「SEVENTH HEAVEN」の本来の意味は、ユダヤ教において絶対神がいる至高の天国を表す「最上天」であるが、曲名に含まれた「HEAVEN」は「地球」を意図して付けられている。シングルのジャケットデザインもタイトルと同様に、前述のユダヤ教と関連したアートワークとなっている。ジャケットに描かれたリンゴは、アダムとイヴが口にした善悪の知識の実（＝リンゴ）を表しており、イヴを騙してリンゴを食べさせたとされるヘビも一緒にデザインとして描かれている。
また、2012年に発表したトリビュート・アルバム『L'Arc〜en〜Ciel Tribute』では、L'Arc〜en〜Cielと同じレコード会社に所属するニュー・ウェイヴ・バンド、POLYSICSがこの曲のカバーを行っている。このカバーでは、テクノとガレージ・パンクを融合したようなアレンジが施されている。
2. Pretty girl
  - 作詞・作曲: ken / 編曲: L'Arc〜en〜Ciel & Hajime Okano

サクソフォーンとスリーピースの音の絡みが印象的なパンキッシュな楽曲。作詞・作曲を担当したkenは、この曲の制作イメージについて「「Pretty girl」は何も考えずにバカみたいな曲を書きたいと思ったんですよ。バカっていうのも言葉が足らないですけど、イェーイ！みたいな曲。イェーイ以外のご託はいらないじゃんって[63]」「（アルバム制作に向けた楽曲制作の）最後の最後に1曲弾けた曲を書いておくかと。で、遠慮なく、何の躊躇もなく弾けた曲を書いてみようと思った[18]」と語っている。なお、kenは自身が手掛けた本作の収録曲について「「Pretty girl」以外は真面目に考えて作っていますね[63]」と述べている。ちなみに管編曲作業には、共同プロデューサーの岡野ハジメに加え、作曲者であるkenが参加している。
歌詞は、kenがレコーディングの合間に30分ほどで書き上げており[63]、エロティックな歌詞に仕上げられている[63]。作詞作業を振り返り、kenは「文学的な要素や芸術性をなしにして、弾けるだけを考えて書いてみたらどうなるんだろう？と思って書いた[18]」「賢さとか知性とかまったくなしで書いてみたいなと、そう思って書きました[18]」と述べている。また、歌詞の中には＜夢を見てたよ 濃い恋（こいこい）する夢 何でも上がってく＞、＜ゆらゆら誘う 蝶々と戯れ＞、＜そう 今は 光を 握ってる＞といった花札を連想させるフレーズが登場している[18]。これは、ken曰く、アルバムのレコーディングの空き時間に花札で遊んでいたことが影響しているという[18]。kenが手掛けた歌詞の印象について、hydeは「絶対に自分には（この歌詞は）書けない[18]」「感情のおもむくままに書いたような詞なんで、読んだとき"これ大丈夫かな？"と思ったんです。でも曲に当てはめて歌っていくと"あ、めちゃめちゃカッコいいかも"と思って。だからいちばん（レコーディング）歌うのが楽しみだった曲ですね[3]」と述べている。余談だが、kenはhydeのこのリアクションを知り、「書けないんじゃなくて書かないんでしょ？（笑）。たぶん書きたくないんでしょ?!（笑）[18]」と冗談交じりに述べている。
ちなみに、レコーディングでのコーラスは、普段担当するtetsuyaではなく作曲者であるkenが担当しており、ライヴでも同様にkenが歌っている。
余談だが、アルバム発売前にこの曲を表題曲にしたシングルのリリースが検討されたことがあったという[64]。ただ、前述のような軽いイメージでこの曲が制作されていたことから、kenは「頼むからやめてくれ、勘弁してくれって思った（笑）。そんな気分の曲じゃないんだよ！[64]」と思っていたという。そして、結果的にこの曲のシングル化は見送られている。
3. MY HEART DRAWS A DREAM　
  - 作詞: hyde / 作曲: ken / 編曲: L'Arc〜en〜Ciel

2007年8月に31stシングルの表題曲として発表された楽曲。
流麗なギターのアルペジオが印象的な、豊かなスケール感とクラシカルな感触を兼ね備えたメロディアスな楽曲[45]。作曲者のken曰く、この曲は2005年に開催したライヴツアー「ASIALIVE 2005」以降のオフ期間中にアイデアが生まれたという[58]。この曲を書き始めたときのエピソードについて、kenは「曲が出来たのは、2年前の「ASIALIVE 2005」が終わって、ボーッとしてたとき。「AWAKE TOUR 2005」からの流れで、ギターを弾くのって楽しいなとか、音楽って気持ちいいなっていう思いがすごく盛り上がってきて。音楽っていうものが、また新鮮に聴こえ始めたんだよね。それで、ふとこの曲が浮かんできたときに、自分の中で凄く新鮮に感じられて、嬉しいなって思いながら作った[58]」「ギターも弾かず、ただ遊んでただけだったんですけど、本当にふとフレーズとアレンジが一緒に出てきて[11][65]」と語っている。
ちなみにkenは、この曲の断片が思い浮かんだときに感動を覚えたらしく、「引き出しの違いだけじゃなくてタンス自体が違うところから出てきたみたい[11][65]」「自分で自分を驚かせることができた」とシングル発売時のインタビューで語っている[11][65]。また、kenはこの曲について「音楽を始めたばかりの時って、全部が新しい驚きじゃないですか。けど、ある程度やっていると、もうやったことがある気分のものばかりになってくる。もちろん"驚きは足さなきゃ！"と思ってアド・オンはしているけど、でも種類が違うかと言ったらそうではなくて、単にアド・オンしているだけなモノが多くなる。だけど、この曲は、自分の中ではまったく新しいときめきが持てた[11][65]」と語っている。なお、この曲は他のメンバーからの評価も非常に高い楽曲となっており、hydeは「俺の中ではもうこの曲は、売れようが売れまいが名曲[66][67]」と語っている。また、tetsuyaは「こういう曲がkenから来るのを待ってた！[68][69]」と音楽誌のインタビューで絶賛している。こういったメンバーの想いもあってか、この曲は本作発売以降に開催したライヴで、頻繁にセットリストへ組み込まれる人気曲の一つとなっており、L'Arc〜en〜Cielが2000年代後半以降に開催したライヴにおけるスタンダードソングになっている。
前述のように、作曲者であるken自身がお気に入りの曲であったことから、デモ制作の時点でかなり緻密に楽曲を構築していたという。また、デモ制作では、ken曰く、サビ部分のアルペジオを考えることに多くの時間をかけたという[70]。この曲のサビのアルペジオに関し、kenは「コードを追って、すごく当たり前なアルペジオになるのは嫌だなと思ってたから、歌メロを避けて、歪みギターを避けて、シンセを避けて、けどそれだけでもキレイに聴こえるフレーズっていうものを探すのに、すごく悩んだ。やり方としては僕が今までやってきた方法なんだけど、自分の中でのイメージがすごく新しかったから、そのためにはこのアルペジオを難しくても考えなきゃって[70]」と語っている。
また、この曲の出だしのアルペジオの部分や2Aのギターフレーズなどは、kenがデモで弾いたプレイをリアンプしたものが使用されている[11][71]。さらに、ギター録りでは、ベーシックとしてフェンダー・ストラトキャスターを使用し、2番のAメロではフルアコのギブソン・ES-175をトーンを絞り弾いている[72]。また、ストロークではアコースティック・ギター、ギブソン・J-50を使用している[72]。ちなみにギブソン・J-50は、かつて「虹」のレコーディングでも使用されていたモデルとなっている[72]。
さらに、yukihiro曰く、この曲のドラムプレイや音色は、kenからのリクエストが反映されているという[12][73]。yukihiroに多くのリクエストを出した理由について、kenは「曲的には、平坦な8ビートで終わる曲かもしれなかったんですね。だけど所々にyukihiroならではのフレーズが入って欲しい箇所が、やっぱり曲を思いついた時からあったので[11][74]」と語っている。この曲のドラム録りについて、yukihiroは「Bメロのタムを使ったりするところとか、そこでスネアと一緒にチャイナシンバル叩いてとか、そういう細かいとこもいっぱいありましたね[12][73]」「今回は本当に曲がいいなと思ってたんで、ただ曲に沿ったものをっていう感じでしたけど。たぶん今まで僕がドラムを叩いてきた中で、一番アンビが多いんじゃないすかね[68][75]」と語っている。ちなみに、この曲のhydeのボーカルワークにも、kenの考えが反映されているという。この曲の歌録りについて、hydeは「この曲はkenの思い入れが、違う感じで…たぶんもう固まってたんだろうね。要求が結構具体的でした[76][77]」「普段だったらあまり文句言わないはずなのに、この曲に関してはそういうとこをビシッと突いてきた[76][78]」「できる限りkenの理想通りに仕上げてあげたいなっていう気持ちのほうが強かった[76][78]」と述懐している。
作詞者のhydeは、作詞作業を振り返り「元々はあのコーラスワーク（＜夢を描くよ＞の部分）をもっと大勢の人で歌うぐらいの勢いがあったんですね。だから、そういう大勢で歌う言葉は凄く厳選しないと難しいなぁと思って。最初、安直にわかりやすい言葉がいいのかな？と思ったんですよ、"I LOVE YOU"的な英語の言葉。オフコースの「I LOVE YOU」じゃないけど、みんなで叫ぶんだったらそういう愛についての言葉が凄く一般的だし合うだろうなぁと思って。そこから試行錯誤して行って…最初はその愛についての素朴な愛情表現、愛という形についての言葉を歌詞にしようと思ったんですけど、なんか響いてこなくて。（中略）クサいっていうわけでもないんですけど、入ってこなかったんです。で、一番最初に出てきた言葉が、サビに書いた＜夢を描いてくよ＞だったんですけど、それは凄くピタッてハマって、これ気持ちいいなぁと思って。そこからどんどん広げて行ったんです[76][79]」「自分でも凄く綺麗な歌詞ができたなぁと思う[76][77]」と述べている。また、この曲で綴った「夢」のイメージについて、hydeは「凄く曖昧で掴みどころがないんだけど、でもあるとないとじゃ大違い、みたいな感じ。なんだかんだ言って、誰もが持ってるものだと思う。凄く曖昧なものなのに、誰もがそれを持っていて―― 気づかない人もいるだろうけど―― それを願ってたり思ってたりするっていう。そのことが、凄くグッとくるなぁと思って。ここで描こうとした夢っていうのはそういうことです[76][80]」「昔の人は―― 今もそうかもしれないけど――（頭じゃなくて）ここ（心）で考えるものなんだと思ってましたよね。ここが熱くなるから[76][80]」と述べている。
なお、コーラスワークの部分の＜夢を描くよ＞というフレーズは、サビ部分のフレーズの＜この胸は夢を描いていくよ＞から取られたものである。ただ、この＜夢を描くよ＞というフレーズは当初仮歌を録るための仮歌詞として書かれていたもので、hydeは本格的なレコーディングが始まったときに、他のフレーズに変更するつもりだったという。ただ、仮歌詞のほうがメンバーから好評であったことから、このフレーズが採用されている[76][79][77]。このメンバーとのやり取りについて、hydeは「歌詞の定義として、同じような場所で微妙にニュアンスが変わる言葉―― 語尾だけ違うような言葉を使い回すのは作詞家として嫌で、だから避けてたんですけど。でも客観的に聴く人達のほうが的を射てるんだろうなぁと思って…自分もメンバーが言おうとしていることの意味はわかったし。だからもう貫いたっていうか、まぁ少々語尾は違うけど同じ言葉でいいやっていうふうに思うようにしたんです[76][79][77]」と述べている。
ちなみに、hydeはデモ音源を聴いた際に「みんなで合唱するイメージ」を抱いたことから、仮タイトルを「ラララ」と名付けたという[66][67]。なお、L'Arc〜en〜Cielが仮タイトルに「ラララ」と付けたのは、1998年発表の「winter fall」以来2度目のこととなる[66][67]。また、hydeの「合唱のイメージ」もあってか、ライヴでこの曲を演奏する際は＜夢を描くよ＞のコーラスを、観客が合唱することがスタンダードとなっている。さらに、この曲をライヴで演奏する際は、kenとサポートキーボーディストの秦野猛行によるインプロヴィゼーションから曲に入ることが多い。
余談だが、2007年7月28日に韓国・仁川広域市で開催された、韓国最大規模の野外ロック・フェスティバル「2007 INCHEON PENTAPORT ROCK FESTIVAL」にL'Arc〜en〜Cielがヘッドライナーとして出演した際、当時未発表音源であったこの曲が先行披露されている。さらに、2014年5月29日に国立霞ヶ丘競技場陸上競技場（通称：旧国立競技場）で実施された、改築前最後の音楽イベント「SAYONARA 国立競技場FINAL WEEK JAPAN NIGHT」にL'Arc〜en〜Cielが大トリで出演した際には、hydeの「生まれ変わる未来に"夢"を乗せて[81]」というMCの後、旧国立競技場の歴史を締めくくるラストナンバーとしてこの曲が披露されている[81]。
4. 砂時計
  - 作詞・作曲: tetsu / 編曲: L'Arc〜en〜Ciel & Akira Nishihira

儚くも美しいメロディを備えたミディアム・ナンバー[45]。作詞・作曲を担当したtetsuya曰く、この曲のデモは、アルバムレコーディングに向けた曲作り期間中において、3曲目に制作されたという[31]。tetsuyaは、この曲の制作イメージについて「（前に作った曲が）アップ・テンポで明るめだったので、ミディアムで暗めの曲を書こうと思って書きました[31]」と語っている。なお、本作のレコーディングに向けて最初に制作したデモ音源は、後年に「NEXUS 4」として発表されている[82]。
また、この曲のアレンジについて、tetsuyaは「ベースに限らず、入ってる音すべてには意味があって、歌がいちばん引き立つようなアレンジになっています[31]」と語っている。そしてこの曲では、楽曲の展開に合わせてフレーズを変えるため、ドラムの音をパンチインしている[28][83]。ちなみにyukihiroは、長らくドラムのパンチインを嫌っていたというが[83]、作曲者の意向もあり、この曲のドラム録りでは採り入れることにしている。この曲のドラム録りを振り返り、yukihiroは「プライドが裂かれた曲ですね（笑）。細かいことを後から後から思い浮かぶみたいで、"そこ、他の楽器とユニゾンにしたいから、キックの位置を変えたパターンにして"みたいな感じで、録り始めてから物語がいろいろ動いていったんですよね[83]」と語っている。
歌詞は「大切なものを守ることによって代償が出ることへの皮肉や人間のエゴ」を表現したリリックとなっている。歌詞のイメージについて、tetsuyaは「身近にもとれるし、大きくもとれるようには考えて書きました。すべての人々が平等に幸せになることはありえないなと思っていて、一部の人の幸せのためにいろいろな犠牲があって、環境が破壊されたり、傷ついてる人がいると思っていたんで、そういうことを詞にしてみた[31]」「誰でも自分の愛する人を守りたいと思うじゃないですか。でもそう思うことすら罪なんじゃないかなって。結局は自分と自分の大切な人のことしか考えてないわけですから[31]」と述べている。なお、歌詞の＜大切な人を守る為に違う誰かを傷つけてる＞、＜犯した過ち 気付かぬ人々は全てを許されるの？＞という2つのフレーズの印象について、hydeは「意外なのと、僕から見るとこの2行って、なんつうんだろうなあ、tetsuってそんな人だったっけ？みたいな。彼がこういう世界観があると思ってなかったから、ちょっとビックリですね[84]」とコメントしている。
ちなみにこの曲は、2008年に開催したライヴツアー「TOUR 2007-2008 THEATER OF KISS」の後の公演において、長きにわたり演奏されていなかったが、2024年2月から開催したライヴツアー「ARENA TOUR 2024 UNDERGROUND」で約16年ぶりにライヴ演奏されている。
5. spiral
  - 作詞・作曲: yukihiro / 編曲: L'Arc〜en〜Ciel

1980年代のポスト・パンク、初期ニュー・ウェイヴが持っていた鋭利なビート感を2000年代のダンス・ミュージックとして再構築した楽曲[45]。作詞・作曲を担当したyukihiro曰く、「踊り狂うこと」をテーマに楽曲制作を行ったという。ちなみにこの曲は、UKのポストパンク・リバイバルの一翼であるブロック・パーティを意識して手掛けられている[85]。この曲の制作イメージについて、yukihiroは「メロディでもってけるような曲作ってみたいなっていうのはありましたね。ポストパンクってものに対するこだわりがあって。そこに落とし込むにはどうすればいいかなっていうことをずっと考えてた感じですね。でもそこに落とし込むけど、それをやりたいわけじゃなくて[86]」と述べている。
さらに制作の際、yukihiroには「ギターはギャング・オブ・フォーみたいな。カッティングでやってくれ！みたいな（笑）。ギャング・オブ・フォーを今風に[87]」「ポップ・グループとか、ああいうギターのジャリジャリした感じとか、壊れてはいるけど踊れるリズムっていうか[87]」といった明確なイメージがあったといい、レコーディングではkenにこういったギターサウンドのリクエストをしていたという。
また、この曲のリズムアプローチは、yukihiroの得意とするブレイクビーツと生ドラムを組み合わせた構成となっている[23]。打ち込み作業とサウンドデザインは、作曲者であるyukihiroに加え、本作に収録された「SEVENTH HEAVEN」の制作にも参加した杉山勇司が担当している。
歌詞のイメージについて、yukihiroは「レイブだったりパーティだったりで踊ってると、こんなふうになっちゃうんだよねっていう。その感じを誇大表現してみました[23]」と述べている。なお、hydeは、yukihiroが手掛けた歌詞の印象について「ロックの初期衝動を感じるというか、俺が忘れていた何かを（笑）思い出させる詞だなーっていう感じがしますね[3]」とコメントしている。
余談だが、この曲のタイトルはアルバムリリースの発表直前まで決まっておらず、2007年6月より開催したホールツアー「Are you ready? 2007 またハートに火をつけろ!」でこの曲を先行披露していた時点では、仮タイトルのまま演奏されていた。
6. ALONE EN LA VIDA
  - 作詞: hyde / 作曲: ken / 編曲: L'Arc〜en〜Ciel

ラテンのフレイバーがゆったりと香るノスタルジックな雰囲気をもった楽曲[88]。この曲の制作イメージについて、作曲を担当したkenは「「ALONE EN LA VIDA」は郷愁メインの曲なのかもしれない。ほかの曲があるから安心してそこにいけるっていう感じもありましたけど[63]」と述べている。なお、この曲のデモは、2005年に開催したライヴツアー「ASIALIVE 2005」を終えた後のオフ期間に制作されている。kenは、デモ制作を振り返り「「ASIALIVE 2005」終わって"まだ驚けるんじゃないか!?"ってワクワクしてスタジオに入って、で、できちゃった！という（笑）。デモの段階だからプロトゥールスの中の音だけで作ってるわけですけど、"これが生音に差し変わって行ったら凄くいいだろうなぁ"なんてワクワクしながら、"この調子でいっぱい曲を書こう！"って思っていた（笑）、そういう時期の曲ですね[89]」と述懐している。ちなみに弦編曲作業には、作曲者であるkenに加え、マイケル・ジャクソンやホイットニー・ヒューストンなどの楽曲でアレンジ、オーケストラの指揮を担当し、2005年には「叙情詩」の制作にも携わったジェレミー・ラボック（英語版）が参加している。
作詞を担当したhyde曰く、この曲は「旅をしているイメージだった」といい、これを踏まえ、人生を旅と見立てたリリックが綴られることになった。作詞作業を振り返り、hydeは「曲を聴いたとき、旅をしてるイメージだったんですね。で、自分に置き換えたときに、ここ1～2年、結構"死"をイメージすることが多かったんです。"死"をリアルにイメージすると、いつもの風景が変わるんです。それがすごく印象に残ってたんで、いつかそれを形にしたいなと思ってた[3]」と述懐している。また、hydeは歌詞のイメージについて「どんな人も最終的にはひとりで死んでいくんだ、こんなに仲良くしてくれる人もいて、こうやって仕事も楽しくできてるけど、俺もたぶんひとりで死んでいく。なんかそこがすごく寂しいなって思って。そして俺、輪廻とか信じてないんで。そこで人生が終わるっていうのは、すごく寂しいなと。そういうのを形にしたかった。ネガティブではなくて、そういうのを繰り返したうえで、まだ歩いていこうみたいな感じの歌ですかね[3]」と述べている。こういった想いもあってか、歌詞には＜切ない日々、喜びの日と恋の記憶 そして知り得たもの 悲しみの哀を覆す愛＞、＜貴方と出逢えて良かった それで十分＞、＜足跡一つ 残せなくても この命はまだ 旅の途中＞といった、hydeの人生観を表したようなフレーズが綴られている。
さらにhydeは、この曲のリリックを「一種の遺書のような歌詞」と表現している。hydeは"遺書"というイメージについて「（この歌詞は）ちょっと遺書に近いのかもしれない。まぁ実際、遺書を書くとこんなんじゃないだろうけど…誰もが生まれてから死ぬまでの旅をするわけだけど、僕はこういう旅をしていて。当然まだ続くんだけども、そして死に対して寂しいとも思うんだけども、でもこの旅ができてよかったなと思う。そういう意味では遺書に近いですかね[90]」と本作発売当時のインタビューで語っている。
余談だが、この曲の仮タイトルは、スペイン語で「闘牛士」を意味する「マタドール」と名付けられていた。このイメージもあってか、正式なタイトルも同様にスペイン語が採用されており、「孤独な人生」を意味する「アローン・エン・ラ・ヴィダ」という題名が付けられている。
7. DAYBREAK'S BELL　
  - 作詞: hyde / 作曲: ken / 編曲: L'Arc〜en〜Ciel

2007年10月に32ndシングルの表題曲として発表された楽曲。
哀愁あるアコースティックピアノの音色と独特なリズムパターンが印象的なロックナンバー。作曲を担当したkenは、この曲のデモ制作について「若さが迸る、インディの匂いがする曲を書きたいと思って書きました」「作為的じゃなくできた部分と、作為的に作った部分とあります[91][92]」とコメントしている。また、この曲の印象についてhydeは「L'Arc〜en〜Cielでいうkenにしか作れないクレバーな感じっていうか、コードの展開の仕方とか、kenのクレバーさが凄く生きてて、好きな曲ですね[93][94]」と語っている。ちなみに、この曲のオケを録っている最初の段階では、テレビアニメ『機動戦士ガンダム00』への楽曲提供の話はなかったといい、kenは「タイアップありきで作ったら、最初のリズムの部分とかこんなに難しく作ってなかったと思う。もう出来上がり間近に（タイアップが）決まったんですよ[91][92]」と述べている。
kenが言うように、この曲は独特なドラムのリズムパターンとなっており、2拍4拍にスネアが入らない構成となっている[70]。デモ音源を聴いた印象について、yukihiroは「"これ、どうやって叩くんだろ？"と思って。僕は選曲会の時は外してました（笑）[95][96]」とコメントしており、ドラム録りの際は演奏に苦労したという。このリズムパターンにした経緯について、kenは「最初からああいうドラムを思いついちゃったんですよ。もしドラムがドーンダンドドダン、ドーンダンドドダンという（シンプルな）パターンでこのメロディを歌っても、こうはならないと思うんですよね。だから、このテンポであのリズムパターンだったっていう…それも考えてなくてポコリと出てきたんですけど[97][98]」「（最近のテーマでもある"自分を驚かせる音楽を作る"という意味合いにおいて）自分を驚かせるひとつの要素だったかもしれないですね[97][98]」と語っている。また、yukihiroのドラム録りについて、kenは「yukihiroの生ドラムにときめいて、興奮しました。自分が作曲者だからというよりもひとりの音楽ファンとして喜んでいた。俺はこんなのが聴きたかったんだよって[63]」と語っている。そしてレコーディングの終盤に、上記アニメの製作陣から楽曲提供の依頼を受けている。
タイアップが決まったことを受け、kenは「正直に言うと、"いいのかなぁ？"って（笑）。ドラムがある種複雑にも聴こえるから…僕の中ではどうでもいいんですが、もっとシンプルなリズムのほうが"ポップ"であると捉える人達もいると思うから[97][98]」「自分の心配じゃなくて、"人の心配"をしてました（笑）[97][98]」と心境を述べている。余談だが、楽曲提供の話を受けtetsuyaは、自身が作曲した「NEXUS 4」のデモを基に、疾走感のあるテーマソングを制作しようと考えていたという。ただ、アニメのテーマが重い内容であったため、結果的にこの曲が選ばれることになったという。なお、メンバー4人は世代ということもあり、『機動戦士ガンダム』（初代）を視聴したことがあったといい、tetsuyaは「同じ『ガンダム』という名前のついた作品に携われるってことは光栄です[99][100]」と語っている。
作詞を担当したhyde曰く、制作当初は、デモ音源を初めて聴いた際に抱いた「暗い海の中に女性が立っているイメージ」をもとに歌詞を書こうと思っていたという[93][94]。その後、タイアップの話を受け、hydeはアニメ監督の水島精二を含めた製作陣との打ち合わせを行い、アニメに向けて歌詞を書き下ろすことにしている。打ち合わせの印象について、hydeは「監督と話をしたら"あっ、これイケるかもなあ"と思って（笑）。"（自分が抱いたイメージ）そのまんまでいいんじゃないの？"みたいに感じた[101][94]」「戦争に対する気持ちを僕の視点でストレートに書かせてもらえそうだなぁと思った[101][102]」と語っており、hydeが感じた曲の情景とアニメの内容を合わせ、「戦争に駆り出される男性を想う女性の視点」で歌詞が手掛けられることとなった。また、この曲の歌詞は、武力によって戦争根絶を実現しようとする上記アニメの主人公に対するヒロインの心境とリンクするような内容に仕上げられている。
前述のように、hydeの戦争に対する思いを歌詞にのせていることから、この曲を反戦歌と捉えるリスナーも多いが、hyde曰く「繰り返し過ちを重ねていく"人間の性"」を歌詞の主題としているという[101][103]。歌詞のテーマについて、hydeは「たぶんこのDNAの中に戦争をすることは既に入っている…それはもう誰もが知ってることで。だから俺は戦争がなくなって欲しいと思うけど、でも実際になくなるっていうことに対しては自信がないっていうか。（中略）正直、性（サガ）なんだろうなって思うよね[101][103]」「戦争を知らないような子供にもちゃんとそういうDNAが入っていて、それと付き合いながらこの子は大きくなるんだろうなぁみたいな。…悲しいとは思いますけど[101][103]」「ちょっとした諦めも入ってるっていうか[101][103]」と語っている。
また、歌詞の中に＜貴方に死んでも殺めて欲しくも無い＞というフレーズがあるが、hydeはこの曲をアニメにマッチさせるため、もう少し柔らかい表現にしたほうがいいかもしれないと考えていたという[101][104]。しかし、アニメ製作陣に歌詞を提示した際に評判が良かったことから、このフレーズが残ることとなった。このことについて、hydeは「何回か（歌詞を）送ったり"もうちょっとソフトにしたほうがいいんじゃないかな？"みたいな感じのことを俺も言ったんだけど、"大丈夫、突き進んでくれ"みたいに言われて。"よ〜し、わかった！"みたいな（笑）。"任せろ！"みたいな。（中略）だから凄く思い切りのいい歌詞ができたし、凄く入り込めた[101][104][105]」と述べている。なお、tetsuyaは＜進化しない誰もに流れるこの血が 大嫌い＞というフレーズが特にお気に入りだと述べている[99][106]。
余談だが、この曲は前述のテレビアニメシリーズの1stシーズンの最終話および、2ndシーズンの最終話のエンディングテーマも飾っている。また、テレビアニメの続編となる『劇場版 機動戦士ガンダム00 -A wakening of the Trailblazer-』における終着点を歌いあげたような歌詞であることから、この曲は"ガンダム00シリーズを象徴する楽曲"となっている。さらに、この曲の歌詞に＜澄みわたる未来が来たなら草花も兵器に 宿るだろう＞というフレーズがあるが、このフレーズを連想させる描写がアニメの随所に登場している。例えば、テレビアニメのエンディング映像では、「銃に花が巻き付いているシーン」（2ndシーズン第1期ED『Prototype』）や、「花畑の中で風化したダブルオーガンダムが佇んでいるシーン（DVD版ではさらに花がダブルオーガンダムから咲いている）」（2ndシーズン第2期ED『trust you』）が存在する。さらに、同アニメの劇場版のエピローグにおいても「色鮮やかな花々が咲いたELSクアンタが花畑に佇んでいるシーン」が挿入されている。
なお、hydeは、アニメ『機動戦士ガンダム』シリーズの印象とこの曲のリリックについて「凄く痛みの強いアニメだなぁと思ってて。子供の頃はロボット同士が戦うっていうところに凄く惹かれて、戦争がどうのこうのっていうのがあんまりピンときてなかったんです。カッコいいところに目が行っちゃって、俺も操縦したい！みたいな（笑）。実際そこからの影響で、自衛隊に入った友達もいるし…メカ好きが高じてね。だからあんまり戦争っていうのを意識してないっていうか。戦争の恐ろしさを唱えてはいるけれども、何だかんだ言ってロボットじゃんみたいな、カッコいいじゃんみたいな感じだったのね。でも、この歳になって観るとほんと怖いのよ。ロボット同士で戦って、本当に戦争でどんどん人も死んでいくし、怖いなって思った。今度のシーズンも、過去に僕らがやってきた戦争とまったく同じことをアニメでもやってるんだなって…本当にまったく同じだなと思ったんで。だから、（そういう作品の主題歌であれば）戦争に対する気持ちを僕の視点でストレートに書かせてもらえそうだなぁと思ったんですね。書いても怒られないんじゃないかなって感じがしたというかさ（笑）。それで書いたんだ[101][94][102]」とシングル発売当時のインタビューで語っている。
8. 海辺
  - 作詞: hyde / 作曲: tetsu / 編曲: L'Arc〜en〜Ciel & Hajime Okano

ピアノで静かに始まり、サビで転調する暗く重いミディアム・ナンバーで[31]、プログラミングされたビートと生のドラムが交錯するリズムが印象的な楽曲となっている[88]。この曲は、2003年に前々作『SMILE』を制作していた時期にもレコーディングされており[31][107]、当時オケのみを録って寝かされていた音源となっている[31]。ちなみに、当時この曲を制作していたことは、アルバム『SMILE』の初回限定盤に付属する特典DVDに収録された、アルバムレコーディングの様子を収めた映像の中に、yukihiroがパソコンにフレーズを打ち込んでいる様子が映っていることからも確認することができる。
この曲を本作へ収録するにあたり、2003年当時のレコーディングのテイクから、ギターソロのサイズなどを変更し、kenがギターを録り直している[31][107]。作曲を担当したtetsuyaは、この曲について「今回いろいろエディットしたり、ギターソロもkenにもう一度引き直してもらったりと、当時のままじゃないんで。2007年に手を加えて最終的に形になったので…だから結果的にあの時に出してなくてよかったと思いますよ。サイズとか音とか、いろいろ俺の思うようにエディットし直して…今の形のほうがよくなったなと思います[107]」と語っている。
歌詞もオケと同様に、アルバム『SMILE』を制作していたころにhydeが書いていたが、歌詞の入ったデータをhydeが紛失したため、今回新たに歌詞を書き直している[31]。歌詞のイメージについて、hydeは「自分の中にずっと影を落としている部分ではあるんですけど、その影だけを表現したくないなぁと思って。光輝いているところを描くからこそ影が見えるんだなっていう、そういう感じの歌詞にしたいと思って、なるべくキラキラした部分を意識して言葉を選んで行きました[108]」と述べている。tetsuyaはこの歌詞について「これはもうね、泣きそうになっちゃいますね、この歌詞は[107]」「hydeの歌詞を見て"あ、俺だけじゃないんだなぁ、こういうふうに思うことってみんなあるんだなぁ"って思って、ちょっとホッとしました（笑）[109]」とコメントしている。ちなみにタイトルとなった「海辺」は、hyde曰く「楽しかった記憶や物語の華やかな部分の象徴となる言葉」として付けたという[90]。
9. THE BLACK ROSE
  - 作詞・作曲: hyde / 編曲: L'Arc〜en〜Ciel & Hajime Okano

トランペット、ホルン、チューバといったホーンセクションがフィーチャーされた、ロカビリー色やガレージロック色のある骨太なロックナンバー[88]。作詞・作曲を担当したhydeは、この曲の印象について「（アルバムのテーマの）ポップとは違うかもしれないけど、自分の中では遊び心があるという感じで、この（アルバムの）中でいいアクセントになっていると思う[6]」と語っている。
この曲では、全編にわたり高速で突き進むようなサイコビリー系のリズムが展開されているが[88]、間奏部分にはhydeの作ったデモ音源から入っていたジャズを意識した4ビートが採り入れられている[23]。hydeが考えたドラムアプローチについて、yukihiroは「（"THE BLACK ROSE"と"Hurry Xmas"でジャズの要素があるのは）hydeの中のはやりなのかもしれないですね、両方ともhydeの曲だから[23]」「ジャズって聴くのは聴くけど、自分でやるのは避けてきてたので。（中略）今回は逃げないでやってみたんですけど、面白かったですね[23]」と述べている。なお、yukihiroはこの曲を「hydeの不思議な曲シリーズ」と表現している。ちなみに管編曲作業には、作曲者であるkenに加え、「winter fall」「Butterfly's Sleep」の管弦編曲に携わった村山達哉が参加している。
歌詞は、サスペンス映画をイメージした物語が綴られている。なお、この曲の歌詞は、hydeがこれまでに手掛けてきた歌詞と比べ、かなり直接的な表現で綴られている。hydeは、この曲の作詞作業を振り返り「クリスマス（「Hurry Xmas」）とか、サスペンス映画風とか、そういうのも今までわかりやすくやったことはないね[110]」と述べている。
ちなみにこの曲は、2012年に開催したファンクラブイベント「LE-CIEL Presents ハワイ アン シエル Special Live」の後の公演において、長きにわたり演奏されていなかったが、2024年2月から開催したライヴツアー「ARENA TOUR 2024 UNDERGROUND」で約12年ぶりにライヴ演奏されている。
10. Link -KISS Mix-　 (※)シングル発売時に制作されたMV映像
  - 作詞: hyde / 作曲: tetsu / 編曲: L'Arc〜en〜Ciel & Akira Nishihira

2005年7月に28thシングルの表題曲として発表された楽曲のアルバムバージョン。
爽やかな印象のあるメロディアスでリズミカルなポップ・ミュージック。作曲を担当したtetsuyaは、この曲の制作イメージについて「一番最初はテンポから入りました。ちょっとアップテンポで流れるような疾走感がある、突き抜けるメロディー。しかも、胸がキュンってくるようなもの。そういうものを作ろうと思ってできた曲です。僕は歌のメロディーを一番大事にしてるから、しっかりしたきれいなメロディーさえあれば、それは色あせないし、どんなアレンジに持っていっても良いものになると思うんです。一番大切なのは、メロディーじゃないかなぁ。昔、僕が幼稚園とか小学校低学年くらいに聴いていたような歌謡曲―― あの頃のものって、すごくメロディーがきれいだし、アレンジもすごく良くできてるし。今でも詞まである程度覚えていて歌えちゃうんですよ。それがすごいと思う。そういうものを目指して作った部分はあると思います[111]」「大人から子供まで"シングアソング"出来るような曲を目指した」とインタビューでコメントしており、最初から明るいポップスを作る気でいたという。また、この曲の印象について、hydeは「曲の好き嫌いに関わらず、人が認めるメロディ、人が認めざるを得ないメロディ、そういうある程度のラインを超えたものは、誰が作って来たにせよ必殺感がありますよね。（中略）この曲もそうでしたね、tetsuらしいカラーがありつつ、必殺感もあるっていうね[112]」と語っている。余談だが、tetsuya曰く、シングル発売から約5年後にソロ名義で発表した楽曲「lonely girl」のデモを制作した直後に、この曲が生まれたという。tetsuyaはシングル発売当時に受けたインタビューにおいて「元ネタというか、まだソロでも発表してない曲で"lonely girl"って曲があるんですけど。（中略）そのL'Arc〜en〜Ciel版を書こうと思って書いた曲が、"Link"なんです[113]」と語っている。
この曲にはフィラデルフィア・ソウルのような雰囲気のストリングスが入っているが[114]、これはtetsuyaがこの曲の着想を得たときから頭に鳴っていたものだという[115]。tetsuyaは「メロと一緒にストリングスが後ろで鳴ってたんですよ。メロディが出てくる時って、歌のメロディだけじゃなくて後ろのコード進行とか裏メロも一緒に出てくるんですよ。ずばり完成されたものが鳴ってるわけじゃないけど、なんとなくああいう感じのものが鳴ってるんですよ[115]」と語っている。また、yukihiroの考えから、この曲のリズムはモータウン的なアプローチとなっている。この曲のドラムプレイについて、yukihiroは「ポップ・チューンであるってことですね。それは、僕の場合は"割り切る"ってことなんですけど（笑）。あんまり自己主張せず。その中でも自己主張はしているわけですけど、あんまり"俺が俺が"的なフレーズはなくてもいいかなっていうのを最初に考えるかな。この曲なら歌がいいから、それでもいいんじゃないかなって思って。この曲の頭打ちのスネアのタトタトっていうのは、雰囲気的にはモータウンなんですよ。そういう感じで行きたい、あんまりロックっぽくならないようにしたいっていう話があったんで、それを意識したんです[116]」と語っている。
さらに、kenは自身のギタープレイについて「昔のオールディーズの明るい曲というか、そういう感じの定番的な楽曲に聴こえたらいいなと思いながら、演奏を考えましたね[117]」「迷いなく弾くようにしました。太い弦をガツンと弾くような曲が『AWAKE』は多いんですけど、この曲は高音弦をチャカチャカ弾いているので気分は違いますね。そこをちゃんとやるというか。軽やかに、ですね。（中略）ストリングスと絡むと、そのレンジが気持ちいいので。そういうことを考えてギターを弾く、ということですね[118]」と語っている。また、kenはこの曲でアコースティック・ギターも弾いている[118]。そしてtetsuyaは、この曲のベース録りで、サドウスキー製の「Sadowsky NYC Vin 4st JB」を使用している[119]。ちなみに編曲作業には、1996年に発表した「Lies and Truth」以来約9年ぶりに西平彰が参加している。なお、この曲は、ライヴよっては間奏部分にhydeによるメンバー紹介を挟んだ構成で披露されることがある。
作詞を担当したhydeは、映画『劇場版 鋼の錬金術師 シャンバラを征く者』のオープニングテーマにこの曲を提供するにあたり、映画の脚本だけでなく、映画の前に放送されていたテレビアニメもすべて観賞したうえで歌詞を書き下ろしている[120]。また、前述の映画の監督を務めた水島精二など、映画製作陣との打ち合わせをしたうえで作詞作業を行っている。作詞作業を振り返り、hydeは「オープニングテーマソングなんで、物語の種を明かさないように心がけて、僕がこの曲の監督という立場に立って、映画の始めに流れる場合にどういう歌詞が効果的か？ということを踏まえつつ、曲としてのイメージや曲の見え方、その両方を活かせるように作っていったんです[111]」と述べている。
歌詞のテーマについて、hydeは「この映画はアルバム『AWAKE』でやろうとしたこと―― ラヴ&ピースの部分なんですけど―― と遠くない内容の物語で、すべてが理解できたし、そこにある思いもすごくよくわかったんですね。そういう風に共感できたのが一番大きかったかな。"人と人との絆"というのが僕がこの映画を見て一番胸に刺さった部分だったので、「絆」という側面からラヴ&ピースを書いたという感じです[111]」と述べている。なお、hyde曰く、映画で描かれた主人公とその弟の兄弟愛に感銘を受けたといい、「今の自分の精神状態の中で一番共鳴する部分が兄弟愛の部分だった[121]」と述べている。余談だが、yukihiroも同テレビアニメを観賞していたというが、映画を観るのが楽しみだったため、今回あえて映画の脚本は見なかったという[122]。
このように、作詞するにあたり「兄弟愛」にフォーカスを当てたこともあってか、＜たとえ遥か遠く離ればなれになっても繋がり合う想い 悪戯な運命が降り掛かろうとも壊れやしない＞や、＜たとえこの身体がいくら燃え尽きても良いさ 君に捧ぐなら＞といった、"人と人の絆"を表現したようなフレーズが歌詞に登場している。また、映画が第一次世界大戦敗戦後のドイツを舞台とし、新たな戦争へと突入していく世界の中で、主人公たちが奮闘する物語になっていることもあり、＜傷つけ合うのを止めない堕ちて行く世界だけど 君に出会えた事だけでもう何も恐くは無い＞や、＜いつか生まれ変わる世界がその目に届くと良いな＞というhydeの反戦・平和への想いも歌詞にのせられている。
タイトルには、hydeが楽曲のテーマに据えた"人と人との絆"を表現する言葉として、「Link」というワードが選ばれている。ちなみにhydeは、タイトルを「絆」にする案を当初考えていたが、「曲がポップでキャッチーなのに「絆」だと演歌に聴こえそう[120]」という理由により、hydeの中で取り下げたという[120]。ただ、TBS系音楽番組『COUNT DOWN TV』に出演した際に、その話をhydeから初めて聞かされたtetsuyaは「逆に新しかったかも」とコメントしていた。
シングルに収録されたバージョンと異なり、本作にはサビでのボーカルをオーバーダブし、ギターアレンジを変更、シンセサイザーを増音、アウトロを原曲のフェードアウトから完奏へ変更したバージョンで収録している。なお、再度ミックスをし直したのは、tetsuyaの「当時レコーディング時間が足りなかったから、やり残したことをやっておきたい」という要望によるもので、他のメンバーは一切ミックスには関与していないと、tetsuya本人がゲスト出演したラジオ番組で語っている。
11. 雪の足跡
  - 作詞: hyde / 作曲: ken / 編曲: L'Arc〜en〜Ciel

神聖なムードを内包した雪景色の中で響きわたる旋律が印象的なバラードソング[88]。作曲を手掛けたkenは、この曲を制作するにあたり、学校の教室を思い出すような空気感や素朴さを求めていたといい[63]、kenの手掛けるL'Arc〜en〜Cielの楽曲としては、珍しくシンプルな構成のバラードに仕上げられている。
また、この曲は、kenの音楽的な嗜好の変化がきっかけで生まれた曲となっている。この曲の制作イメージについて、kenは「音楽をやり始めてから、素朴ってダサイってイメージがあって、無意識のうちに排除していたと思うんですよ。でも去年（2006年）の年末ぐらいから、素朴って素敵だよねって思うようになってきた。そういう感覚って、意図的には作り出せないものじゃないですか。（中略）自然とそう思って、そういう曲を書きたくなったということだと思うんですよ。それで素朴な曲、郷愁感のある曲を作ったんでしょうね[63]」と語っている。
また、kenは本作発売当時のインタビューで「hydeとメロディの話をしている時に、一文節をどこで切るかという話になったんです。僕はここで切りたくはないんだよと、でもhydeはここで切りたい、と。その切りたい理由と切りたくない理由をちゃんとディスカッションできると、お互いにその意味をわかってくるわけです。そうすると、ここはこうやって、ここはこうやってっていうふうに、もっと構築できて行く…それは"雪の足跡"っていう曲での出来事なんですけど、僕のアイディアだけで突っ走ってたら得られなかったhydeの持っているメロディのよさがちゃんと聞けて、お互いのアイディアを折衷させるんじゃなく、両方を活かす形で合体させてさらによいものができるようになる。それに、理解してもらった上で嫌なら嫌だと言ってもらわないと…それで否定されたからといって凹む関係じゃないからね[7][9][10]」とこの曲の制作エピソードについて明かしている。さらにkenは、この曲のベースラインについて「"雪の足跡"とかはベーシストからしたら面倒くさいフレーズなんですよ。でも、レコーディングまでにはきっちり（tetsuが）弾きこなしてくるんです。やっぱり上手いベーシストだなぁと思いましたね[123]」と述べている。ちなみに鍵盤編曲作業には、L'Arc〜en〜Cielとかねてより付き合いのある富樫春生が参加している。
作詞を担当したhydeは、オケを聴いた印象について「教会音楽っぽい雰囲気を感じた[124]」「俺の中で聴いた瞬間に冬だった[108]」と述懐している。このイメージが基となり、"冬"や"雪"をテーマとした歌詞が手掛けられることとなった。また、hyde曰く、自身の出身地が雪が降らない地域であることから、雪に対して強い憧れがあるといい[108]、その想いが歌詞に反映されているという。
歌詞のイメージについて、hydeは「雪国の人はみんな（冬や雪を）嫌がるじゃないですか（笑）。でも僕は凄く素敵だなぁと思う。だから、僕の思っている雪のよさ、雪が降るからこそ深まる絆とか、そういうものを形にしたいなぁと思って[108]」と語っている。ちなみにこの曲は、歌詞を手掛けたhyde自身も思い入れのある曲となっており、ラジオ番組に出演した際に「アルバムの中で一番好きな曲は？」と質問された際、hydeはこの曲をあげている。
なお、kenはhydeが書き上げた歌詞を読んだときを振り返り「全然冬だとは思ってなかったんですよ僕は（笑）。「winter fall」もそうだったんですけど、全然冬を想像していないところに冬の歌詞で。これも「ALONE EN LA VIDA」とはまた違う意味で驚きだったんですよ[125]」「何て言うんですかねぇ…凄く小説を読んでいるような気持ちになると言うか。小説を読みながら風景を想像したりすることがあるんですけど、それと似た感覚。曲を聴いてるよりも歌詞を聴いている中で広い風景を想像できたりして。これは凄いなぁと思ってましたね[125]」と述懐している。
2018年12月19日・20日に開催したバンド初のクリスマスライヴ「L'Arc〜en〜Ciel LIVE 2018 L'ArChristmas」では、両日ともに公演のラストナンバーとしてこの曲が披露されている。このライヴでは、アウトロにクリスマス・キャロルである「きよしこの夜」の一節を短く織り込んだアレンジバージョンでこの曲を披露している[126]。
12. Hurry Xmas　
  - 作詞・作曲: hyde / 編曲: L'Arc〜en〜Ciel & Hajime Okano & Daisaku Kume

2007年11月に33rdシングルの表題曲として発表された楽曲。
ストリングス、ホーン、アコーディオンを大々的に導入した、3連符のギターフレーズが印象的なジャズテイストのクリスマスソング。L'Arc〜en〜Cielとしてこれまでに発表してきた楽曲の中には、クリスマスの時期をイメージして作詞した作品はいくつかあったが、クリスマスという言葉をタイトルや歌詞に使用した曲はこれが初となった。
クリスマスソングを制作することにした経緯について、作詞・作曲を担当したhydeは「俺、今まで"クリスマス"って言葉も商業的な匂いがして大っ嫌いだったし。以前もtetsuが作ってきた"I Wish"という曲とかもクリスマスっぽいニュアンスで渡されはしたんだけど、クリスマスって言葉だけは使いたくな〜いと思って、それに近い言葉をどんどん入れてったんだけど。何か俺の判断基準で行くと、この曲ならありかなぁと思って。で、どうせ行くんなら突き抜けたいなぁと思って、思いっ切りラヴリーな歌詞を書いて行った[127]」と述べている。また、tetsuyaはこの曲について「こうやってクリスマスソングだ！って作ってそのタイミングに出すということは初めてなので。たぶん何年か前だと恥ずかし過ぎて"いゃだよ!"って感じだったと思うんだけど―― それはhydeの中でもバンドの中でもそうだと思うんです。それが、割り切ってクリスマス狙いでやるっていうのも、今ならいいんじゃないか？っていう雰囲気に、みんながなったんだと思いますけどね[128]」とシングル発売当時に述べている。
なお、前作『AWAKE』を制作していた頃に、この曲の初期のデモが作られていたが、hyde曰く「サビが気に入ってなかったから曲出しで提出しなかった」という[129]。そして本作のレコーディングに入る前に、再度デモが制作し直されることとなった。hyde曰く、デモを作り直していたタイミングが、たまたまクリスマスの時期であったことから[130]、曲のイメージがクリスマスで固まったという。
この曲のレコーディングではギター、ベース、ドラムの他に、様々な楽器が使用されているが、hydeの制作したデモ音源は、アコーディオンとジャズバンドの音のみで構成された、シンプルな4ビートのジャズポップだったという[130]。ただ、このデモを選曲会で披露した際、他のメンバーから様々なアレンジ案があがったことにより、結果的に管弦楽器を入れたゴージャスなアレンジが施されることになった[130]。hyde曰く、メンバーから出たアレンジ案には様々なアイデアがあったといい、デモ音源のようなシンプルなジャズにする案や、骨太なロカビリー的なニュアンスにする案、ディズニー映画で流れるような雰囲気にする案などがあったという[130]。この曲の最終的なイメージについて、hydeは「最終的にはもう少しブライアン・セッツァー的なニュアンスが出ればいいなぁと思って、そんな感じで録ってったんです[130]」と述べている。また、この曲のギター録りにおいてkenは、デモのジャジーな雰囲気を踏まえ、フルアコのギブソン・ES-175をベーシックとして使用している[72]。さらに、ギターソロパートではガットギターが使用されている[72]。ちなみにken曰く、この曲のギターソロ録りでは、ゴダン製のエレガット・ギターも試しで弾いてみたというが、結局音源には採用されていない[72]。
上記のように、様々なアレンジ案があがったことから、この曲の制作は試行錯誤の連続で、完成まで長い期間を要したという。レコーディングを振り返り、hydeは「オーケストラがいっぱい入ってるけど、オーケストラがなくなったとしてもアコーディオンさえあれば自分のイメージはクリアできる曲だって、そう自分の中で決まっちゃったんです。だからたとえオーケストラがガンガンに入ってきたとしても、その核の部分だけは残したいなという気持ちが最後まであったんで、その融合が大変でしたね[127]」と述べている。また、アレンジ作業にはバンドの共同プロデューサーである岡野ハジメに加え、エイジアン・ファンタジー・オーケストラの一員でもあった久米大作（ex.プリズム、ex.THE SQUARE）が参加している。
余談だが、メンバーは様々な音楽誌で、この曲の演奏に苦労したというエピソードを当時述べている。kenは「聴く人は楽しいかもしれないけど、演奏は大変でした[63]」、tetsuyaは「この曲は運指っていうよりも、フレーズを覚えて間違えないで弾くっていうことが難しい（笑）[19]」「（ずっと動いてるから）一度間違えると戻れない[19]」と語っている。なお、tetsuya曰く、アルバムに収録された楽曲でこの曲に限り、ベース録りがレコーディングの最後に実施されたという。
歌詞は、タイトルに表れているように、クリスマスを待ち焦がれる想いが溢れた内容となっている。歌詞のテーマとなったクリスマスのイメージについて、hydeは「日本人だから、31日の大晦日に向かってる感じもありながら、街が冬に向かってどんどんライトアップされて、メルヘンに近づいていく感じがもう、堪んないっすね。本当に冬が好きだなぁ、俺。って思う[129]」と述べている。
なお、この曲を表題曲としたシングルには、原曲とアレンジ違いのインストゥルメンタル「Hurry Xmas -Silent Night version-」が収録されている。このバージョンでは、最初はピアノとバイオリンの二重奏で始まるが、1サビ以降に様々な鍵盤楽器、管楽器が入る構成となっている。

## クレジット
フィジカルアルバムに付属するブックレットより転載。日本語表記が確認出来ない部分に関しては原文ママとする。
- hyde：Vocal
- ken：Guitar
- tetsu：Bass
- yukihiro：Drum

| SEVENTH HEAVEN - L'Arc〜en〜Ciel：Arranged - yukihiro：Beat Programming and Sound Design - 杉山勇司：Beat Programming and Sound Design, Additional Produce - hyde：Keyboards - ken：Keyboards - 西平彰：Keyboards, Additional Arrangement - 斎藤仁：Manipulate - 比留間整：Recorded, Mixed - 開崎晃典：Recorded - L'Arc〜en〜Ciel：Produced Pretty girl - L'Arc〜en〜Ciel & 岡野ハジメ：Arranged - 岡野ハジメ：Keyboards, Brass Arrangement - ken：Keyboards, Manipulate, Brass Arrangement, Tombourine, Background Vocal - 古村敏比古：Saxophone - yukihiro：Metal Percussion - 比留間整：Recorded, Mixed - L'Arc〜en〜Ciel & 岡野ハジメ：Produced MY HEART DRAWS A DREAM - L'Arc〜en〜Ciel：Arranged - ken：Keyboards, Manipulate - 富樫春生：Acoustic Piano, Keyboards - 斎藤仁：Manipulate - tetsu：Background Vocal - 比留間整：Recorded, Mixed - L'Arc〜en〜Ciel & 岡野ハジメ：Produced 砂時計 - L'Arc〜en〜Ciel & 西平彰：Arranged - tetsu：Keyboards, Background Vocal - 西平彰：Keyboards - 斎藤仁：Manipulate - 比留間整：Recorded, Mixed - L'Arc〜en〜Ciel & 西平彰：Produced spiral - L'Arc〜en〜Ciel：Arranged - yukihiro：Beat Programming and Sound Design - 杉山勇司：Beat Programming and Sound Design, Additional Produce - ken：Keyboards, Manipulate - 斎藤仁：Manipulate - 杉山勇司：Recorded - 比留間整：Mixed - L'Arc〜en〜Ciel：Produced ALONE EN LA VIDA - L'Arc〜en〜Ciel：Arranged - ken：Keyboards, Manipulate, Strings Arrangement - 斎藤仁：Manipulate - Jeremy Lubbock：Strings Arrangement, Conductor - Bruce Dukov：Violins - Becky Bunnell：Violins - Darius Campo：Violins - Pip Clarke：Violins - Charles Everett：Violins - Armen Garabedian：Violins - Pat Johnson：Violins - Peter Kent：Violins - Miran Kojian：Violins - Dennis Molchan：Violins - Anatoly Rosinski：Violins - Haim Shtrum：Violins - Mari Tsumura：Violins - Shari Zippert：Violins - Marilyn Baker：Violas - Dennyse Buffum：Violas - Pam Goldsmith：Violas - Jimbo Ross：Violas - Larry Corbett：Cellos - Ernie Ehrhardt：Cellos - Vanessa Freebairn-Smith：Cellos - Suzie Katayama：Cellos - Steve Richards：Cellos - Dan Smith：Cellos - 比留間整：Recorded, Mixed - 開崎晃典：Recorded - Malcolm Luker：Recorded - L'Arc〜en〜Ciel & 岡野ハジメ：Produced DAYBREAK'S BELL - L'Arc〜en〜Ciel：Arranged - ken：Keyboards, Manipulate - 富樫春生：Acoustic Piano - 斎藤仁：Manipulate - 比留間整：Recorded, Mixed - 開崎晃典：Recorded - L'Arc〜en〜Ciel & 岡野ハジメ：Produced 海辺 - L'Arc〜en〜Ciel & 岡野ハジメ：Arranged - tetsu：Keyboards - ken：Keyboards - 斎藤仁：Manipulate - yukihiro：Beat Programming - 比留間整：Recorded, Mixed - 開崎晃典：Recorded - L'Arc〜en〜Ciel & 岡野ハジメ：Produced | THE BLACK ROSE - L'Arc〜en〜Ciel & 岡野ハジメ：Arranged - hyde：Keyboards, Brass Arrangement - ken：Keyboards - 斎藤仁：Manipulate - 村山達哉：Brass Arrangement - 小林太：Trumpets - 佐久間勲：Trumpets - 斎藤幹雄：Trumpets - 小林正弘：Trumpets - 藤田乙比古：Horns - 上里友二：Horns - 佐藤潔：Tuba - 比留間整：Recorded, Mixed - 開崎晃典：Recorded - L'Arc〜en〜Ciel & 岡野ハジメ：Produced Link -KISS Mix- - L'Arc〜en〜Ciel & 西平彰：Arranged - tetsu：Keyboards, Handclap - 西平彰：Keyboards, Manipulate, Handclap, Strings Arrangement - 岡野ハジメ：Handclap - 小池敦：Manipulate - 金原千恵子ストリングス：Strings - 原裕之：Recorded - 比留間整：Mixed - L'Arc〜en〜Ciel & 岡野ハジメ：Produced 雪の足跡 - L'Arc〜en〜Ciel：Arranged - ken：Keyboards, Manipulate - 富樫春生：Acoustic Piano, Keyboards, Additional Keyboard Arrangement - 斎藤仁：Manipulate - 比留間整：Recorded, Mixed - 開崎晃典：Recorded - L'Arc〜en〜Ciel：Produced Hurry Xmas - L'Arc〜en〜Ciel & 岡野ハジメ & 久米大作：Arranged - hyde：Keyboards - 久米大作：Keyboards, Strings and Brass Arrangement - 秦野猛行：Keyboards - 斎藤仁：Manipulate - 金原千恵子ストリングス：Strings - 小林正弘：Trumpets - 菅坡雅彦：Trumpets - 村田陽一：Trombones, Bass Trombone - 広原正典：Trombones - 近藤和彦：Alto Saxophone, Flute - 宮本大路：Tenor Saxophone - 佐藤芳明：Accordion - 岡野ハジメ：Tombourine - 比留間整：Recorded, Mixed - 開崎晃典：Recorded - L'Arc〜en〜Ciel & 岡野ハジメ：Produced [Produce & Mastering etc] - L'Arc〜en〜Ciel：Produced - 岡野ハジメ：Vocal Track Treatment - Kazutaka Minemori（MASTER TONE）：Guitar and Bass Technician - Yoshiyuki Kawasaki（MOBY DICK）：Drum Technician - Kouhei Nakaya：Assistant Engineers - Yousuke Watanabe：Assistant Engineers - Mitsuru Shibamoto：Assistant Engineers - Shinya Kondo：Assistant Engineers - Aaron Walk：Assistant Engineers - 大石征裕：Supervised - Michiyo Kobayashi（MAVERICK）：Studio Produciton Manager - Jun Umemoto（Kooly King Tone Productions）：Overseas Coordination - Jason Reese（THEO）：English Translation - ハウィー・ウェインバーグ（masterdisk, NYC）：Mastered [Artwork etc] - 関本明子（Draft）：Art Direciton & Design - 加藤亜希子：Photographer - 高見佳明：Styling - 荒木尚子（paume）：Hair & Make up - Yuri Furukawa（Ki/oon Records Inc.）：A&R - Atsuya Iwasaki（Ki/oon Records Inc.）：A&R - Soh Fukuda：Ki/oon Records Staff - Kaichiro Shirai：Ki/oon Records Staff - Keitaro Hayashi（SMD）：Ki/oon Records Staff - Takuya Ishikawa（SMD）：Ki/oon Records Staff - MAVERICK：Artist Management - Ken-ichi Iida：Management Staff - Yoichiro Takeshita：Management Staff - Nobuyuki Akani：Management Staff - Misa Hanada：Management Staff - Kiyoshi Fukushima（THEO）：Management Staff - Atsushi Fujiwara（THEO）：Management Staff - Jason Reese（THEO）：Management Staff - Takuya Yamazaki for Field-R：Legal Representation - 大石征裕（MAVERICK DC GROUP）：Executive Producer - 中山道彦（Ki/oon Records Inc.）：Executive Producer |

## タイアップ
| 年     | 楽曲                   | タイアップ                                                                               | 出典    |
| ------ | ---------------------- | ---------------------------------------------------------------------------------------- | ------- |
| 2005年 | Link                   | エクシング「ポケメロJOYSOUND」CMソング                                                   | -       |
| 2005年 | Link                   | 松竹配給映画『劇場版 鋼の錬金術師 シャンバラを征く者』オープニングテーマ                 | [ 131 ] |
| 2007年 | SEVENTH HEAVEN         | 日本テレビ系番組『スポーツうるぐす』テーマソング                                         | [ 132 ] |
| 2007年 | MY HEART DRAWS A DREAM | 富士重工業「スバル・レガシィ」CMソング                                                   | [ 133 ] |
| 2007年 | MY HEART DRAWS A DREAM | 江崎グリコ「Mousa」CMソング（中国）                                                      | [ 134 ] |
| 2007年 | DAYBREAK'S BELL        | MBS・TBS系テレビアニメ『機動戦士ガンダム00』(ファーストシーズン) 第1期オープニングテーマ | [ 135 ] |
| 2007年 | Hurry Xmas             | 福岡県・天神主催イベント「天神のクリスマスへ行こう2007」テーマソング                     | [ 136 ] |
| 2008年 | Hurry Xmas             | 富士重工業「スバル・レガシィ」CMソング                                                   | [ 137 ] |

## 収録ベストアルバム
- 『QUADRINITY 〜MEMBER'S BEST SELECTIONS〜』 (#3、#4、#10)
- 『TWENITY 2000-2010』 (#2、#3、#7、#10)
- 『WORLD'S BEST SELECTION』 (#3)